# Festa de l'os de Sant Llorenç de Cerdans
La Festa de l'os de Sant Llorenç de Cerdans és una festivitat emmarcada dins del període de Carnaval que representa el despertar de l'os després de la hibernació.
Després de tot l'hivern dormint, pels volts de la Candelera, l'os surt del seu amagatall i baixa a Sant Llorenç a cercar menjar i a aparellar-se. L'os és caçat pel Menaire, que el guiarà pel poble fins a arribar a la part baixa del poble, on aquest el matarà i l'escorxarà fins a convertir-lo en home.
Avui dia la Festa de l'os se celebra el mateix diumenge de carnaval, essent aquesta l'última festa ursina al Vallespir i la culminació i fi del període carnavalesc. D'aquesta manera, avui en dia, oficialment el carnaval a Sant Llorenç dura dos dies —divendres i dissabte— i la Festa de l'os, un —diumenge. Els vilatans participen molt del cicle carnavalesc, i per això l'han convertit en el més important que se celebra en la contrada, molt més important que no pas les festes patronals o les festes d'estiu.
El 2021, les tres festes de l'os al Vallespir són anul·lades a la raó de la pandèmia de COVID-19 a França.

## Característiques del carnaval
El carnaval de Sant Llorenç es diferencia dels altres per una sèrie d'actes (rols, balls, personatges…) i també tenen certs patrons que es repeteixen cíclicament.

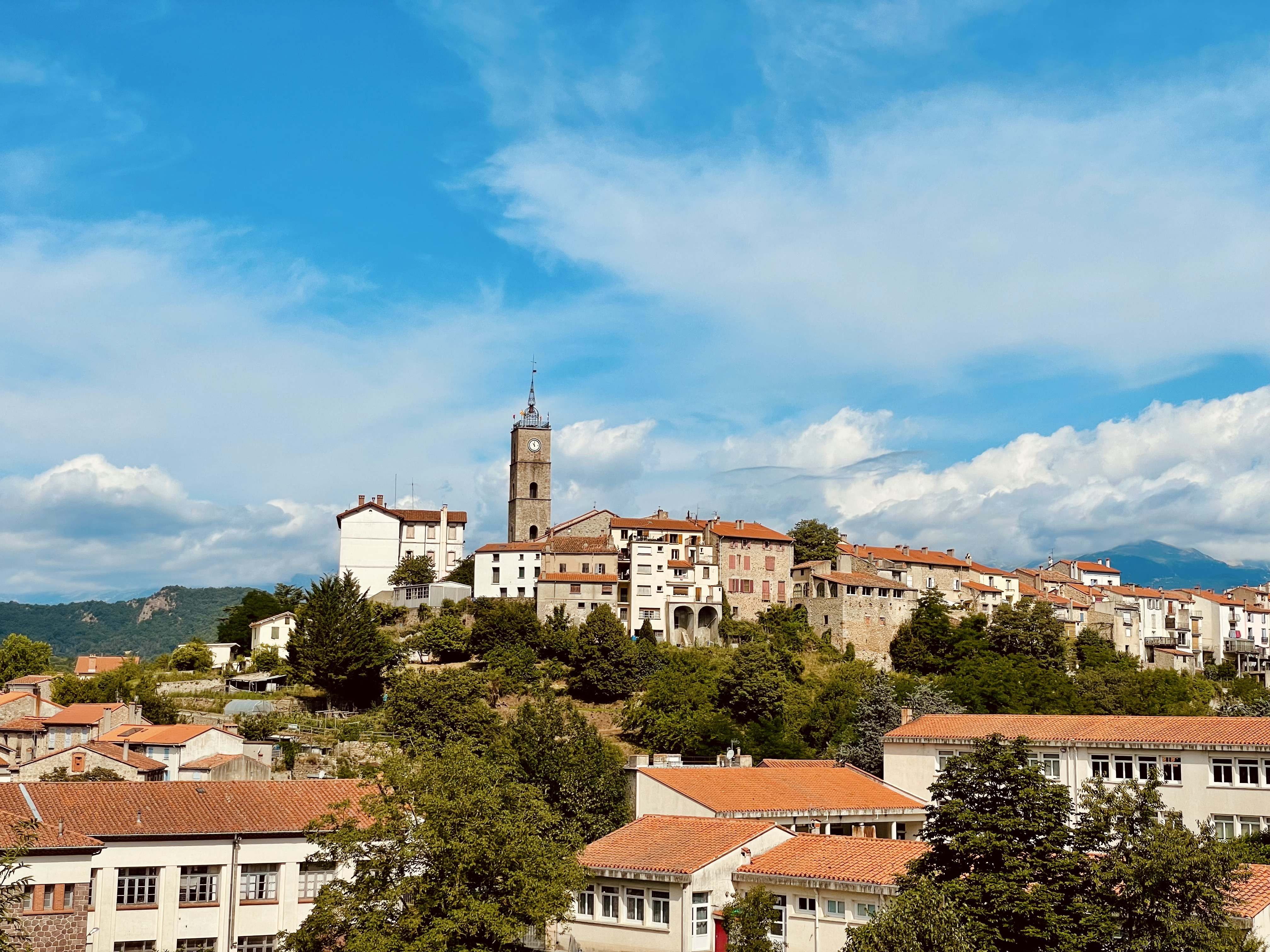
El vilatge vallespirenc de Sant Llorenç de Cerdans

### El transvestisme
El més habitual al carnaval llorencí és la conversió en dona per part dels homes. Molt sovint els homes s'abillen una disfressa molt grollera i vulgar, van vestits amb grans culs farcits de coixins i duen una pitrera extremadament prominent proveïda de globus o d'altres peces de roba. Els vestits són grotescs: jaquetes de pell, collarets estrafolaris, vestits de lleopard, mitges i calces virolades i la roba interior per sobre de les mitges. Van mal maquillats i porten perruques de tota mena de pentinat i color. Generalment, el tipus d'home que es disfressa de dona té una mitjana de cinquanta anys.
Els transvestits no intenten imitar una dona ni ridiculitzar-la, sinó vestir-se de la manera més grotesca possible. Lluny de voler vulgaritzar la figura femenina, molt sovint el transvestiment es fa sense una intencionalitat explícita, sinó per a fer riure o com un simple joc d'intercanvi de rol. Pierre Descossy explica que «el que hi ha a Sant Llorenç de Cerdans és que els homes molts es disfressen de dones. No és per marejar, no és per fotre's de la dona, però és perquè el costat femení que té l'home surt per carnaval com a dona. Això és veritat. I abans, a Sant Llorenç de Cerdans es feia el ball "du monde renversé": els homes eren dones i les dones eren homes. Les dones amb homes anaven a convidar a ballar els homes que estaven amb dona».
Tot i que a Sant Llorenç no hi ha una figura específicament transvestida que tingui un caràcter rellevant en el carnaval mateix, és el públic qui és majoritàriament transvestit. En altres festes —Arles, sense anar més lluny— aquest personatge agafa una major importància: en aquestes facècies ursines destaca un home transvestit que vesteix faldilles, duu perruca i va maquillat de dona, alhora que exhibeix els seus trets masculins més virils, com per exemple els pèls de les cames. És un home disfressat de dona, d'una manera realment grotesca i hipersexualitzada, que pretén atraure l'os.

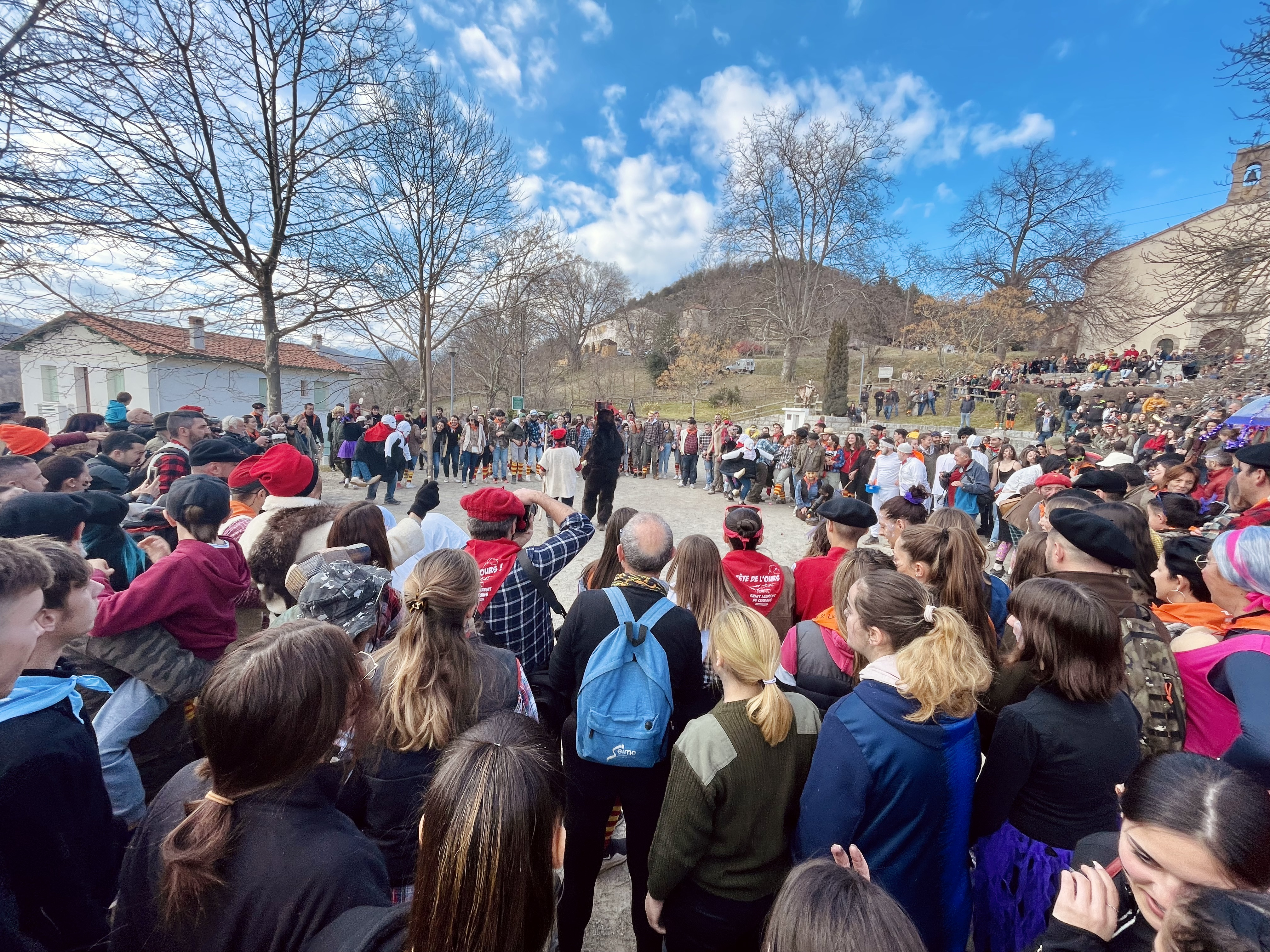
Inici de la festa a la Sort

És cert que el dissabte de carnaval l'os no hi és físicament, però és implícit en la memòria col·lectiva dels llorencins. És per això que molts d'ells utilitzaran la mateixa disfressa per al diumenge, i per aquest motiu, ens és vàlida aquí la reflexió anterior d'Ysàs.

### Els balls de carnaval
Hi ha dos balls rellevants que es fan durant el carnaval. Un és el ball de l'Escala, que es fa el dia abans de la Festa de l'os a la nit i l'altre és el ball dels Esparracats, que es fa el diumenge a la plaça Pública.

#### El ball de l'Escala
Aquest ball no és exclusivament de Sant Llorenç sinó que a Prats de Molló també es fa. Consisteix en un grup de gent coberta amb una mateixa tela de roba negra que sostenen una escala i que dansen entremig de la gent durant el dissabte de carnaval.

#### El ball dels Esparracats
Aquest ball històricament es ballava durant el carnaval, no se sap exactament quin dia. A principis del segle xx es va perdre i s'ha recuperat. Es conserva la música original però no pas el ball, i l'actual no és res més que una reconstrucció. Que se'n tingui constància, el ball es feu per última vegada a Sant Llorenç el 1906. Joan Amades i Gelats el documenta també a Montagut i Oix (Alta Garrotxa), un municipi veí de Sant Llorenç. Avui dia el ball es fa dues vegades durant la Festa de l'os: la primera, a la plaça Pública, mentre l'os es canvia per un altre; i en acabar la festa, al Sindicat.

## Música
A més dels balls, un fet que aporta singularitat a la festa és la música. Trobem dues melodies rellevants de la festa: la cançó (o ball) de l'os i la cançó del rasatge.

### La cançó de l'os
També anomenada ball de l'os, és la música més coneguda de totes. És la música principal de la festa i es toca des del principi fins al final, sempre amb instruments de vent. La melodia és comuna en les tres festes ursines del Vallespir: Prats de Molló, Arles i Sant Llorenç de Cerdans.
Es toca per primera vegada a les tres de la tarda, quan el Menaire caça l'os Martí al davant de l'església de la Sort, just abans de recitar la primera Prèdica. A partir d'aquest moment, un grup de grallers i les bandes de música municipals toquen ininterrompudament la melodia fins que la comitiva arriba a la plaça del Sindicat, on la toquen per darrera vegada abans de matar l'os. A la plaça del Sindicat, aquesta mateixa cançó és tocada per una cobla situada en un extrem de la plaça, la qual després toca unes sardanes.

### La cançó del rasatge

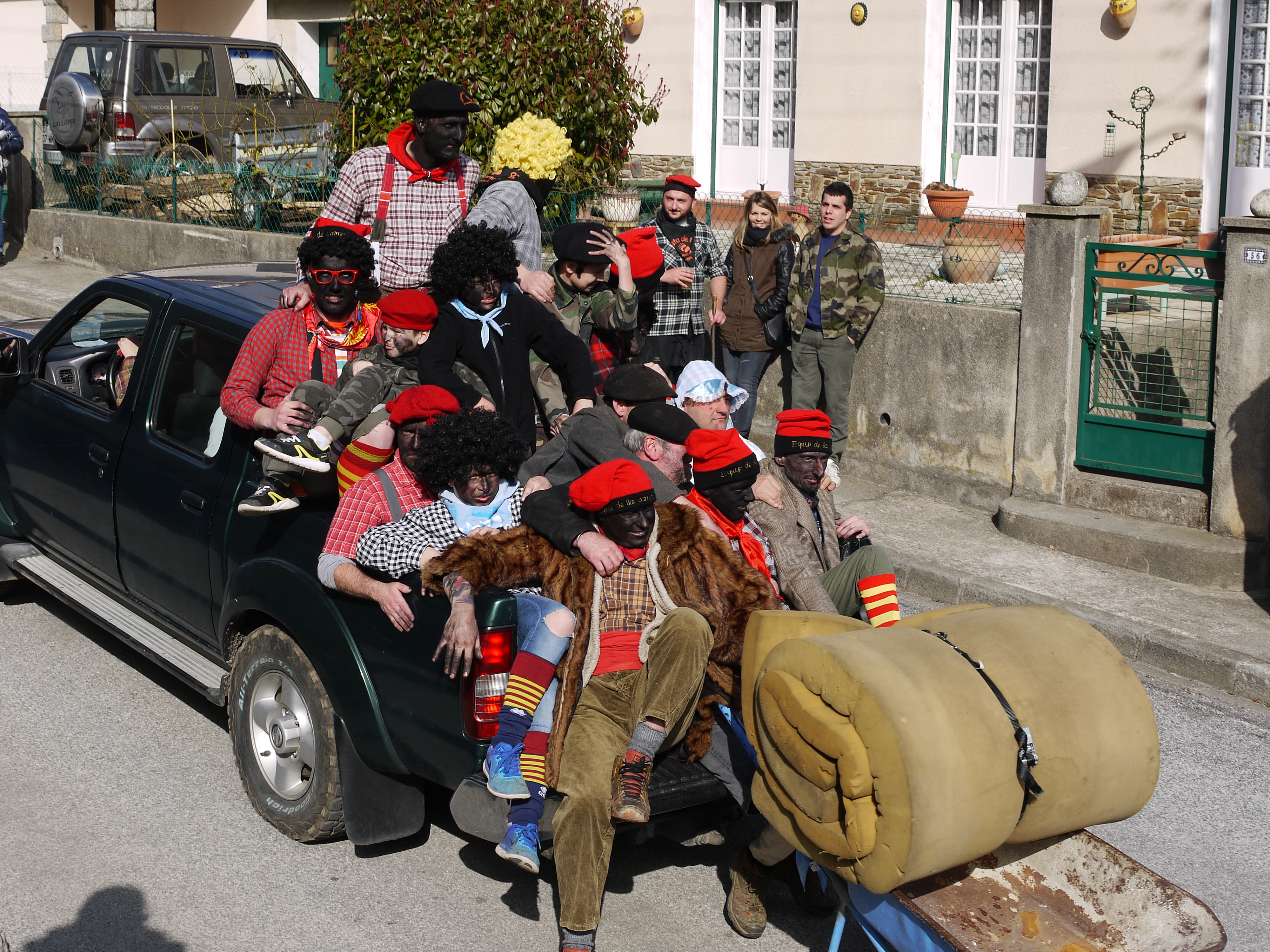
Llorencins abillats

Aquesta melodia és interpretada per la cobla situada a la plaça del Sindicat durant el minut i mig que dura el rasatge. És exclusiva de Sant Llorenç i serveix com a indicadora de la mort de l'os.

## Desenvolupament del carnaval
Actualment, el carnaval a Sant Llorenç és de tres dies, de divendres a diumenge. Per a la descripció d'aquest article ens hem centrat en el programa de festes dels darrers quatre anys (2014-2017), que no ha canviat llevat dels grups que actuen les nits del divendres i del dissabte.

### Divendres de carnaval
El divendres se celebra la Festa de l'os Vell. La festa és una rèplica de la qual es fa diumenge, lleugerament més descafeïnada i amb un públic més reduït, bàsicament perquè la festa és especialment dedicada als mainatges i joves. Qui fa l'os és un jove abillat amb la disfressa que tradicionalment havia estat utilitzada per a la festa del diumenge.
A les 15:30 h l'os es passeja pels carrers de la vila amb la mainada i els joves, sortint de l'església de Nostra Senyora de la Sort i arribant a les 17:00 h a l'esplanada del Sindicat, on és afaitat. A les 20:00 h sol haver-hi, a la sala polivalent del Sindicat, un pica-pica amb una animació musical i seguit d'un sopar-espectacle. Més tard hi ha ball i un grup que actua fins ben entrada la nit.

### Dissabte de carnaval
Dissabte és el dia de carnaval per excel·lència. Un grup més elevat de comparses i colles que el dia anterior —tot i que més reduït que al cantó espanyol— surten pel poble disfressats de tota mena. A les 15:30 h comença una cercavila amb la banda musical llorencina Els Tirons, que es passeja una hora i mitja pels carrers del poble i que acaba a la sala polivalent de la zona esportiva. És ja durant tot el dia, però especialment a partir de les 15:00 h, que podem veure els vestits més estrafolaris de carnaval.
A les 17:00 h, el grup de carnaval es divideix: els més petits segueixen el passacarrer cap a la sala polivalent del Sindicat on hi ha una animació musical, i els més grans continuen la festa als dos principals bars de la vila: Can Co i al Le St Laurent. Música, festa i grans dosis d'alcohol acompanyen els vilatans fins que es fa de nit.

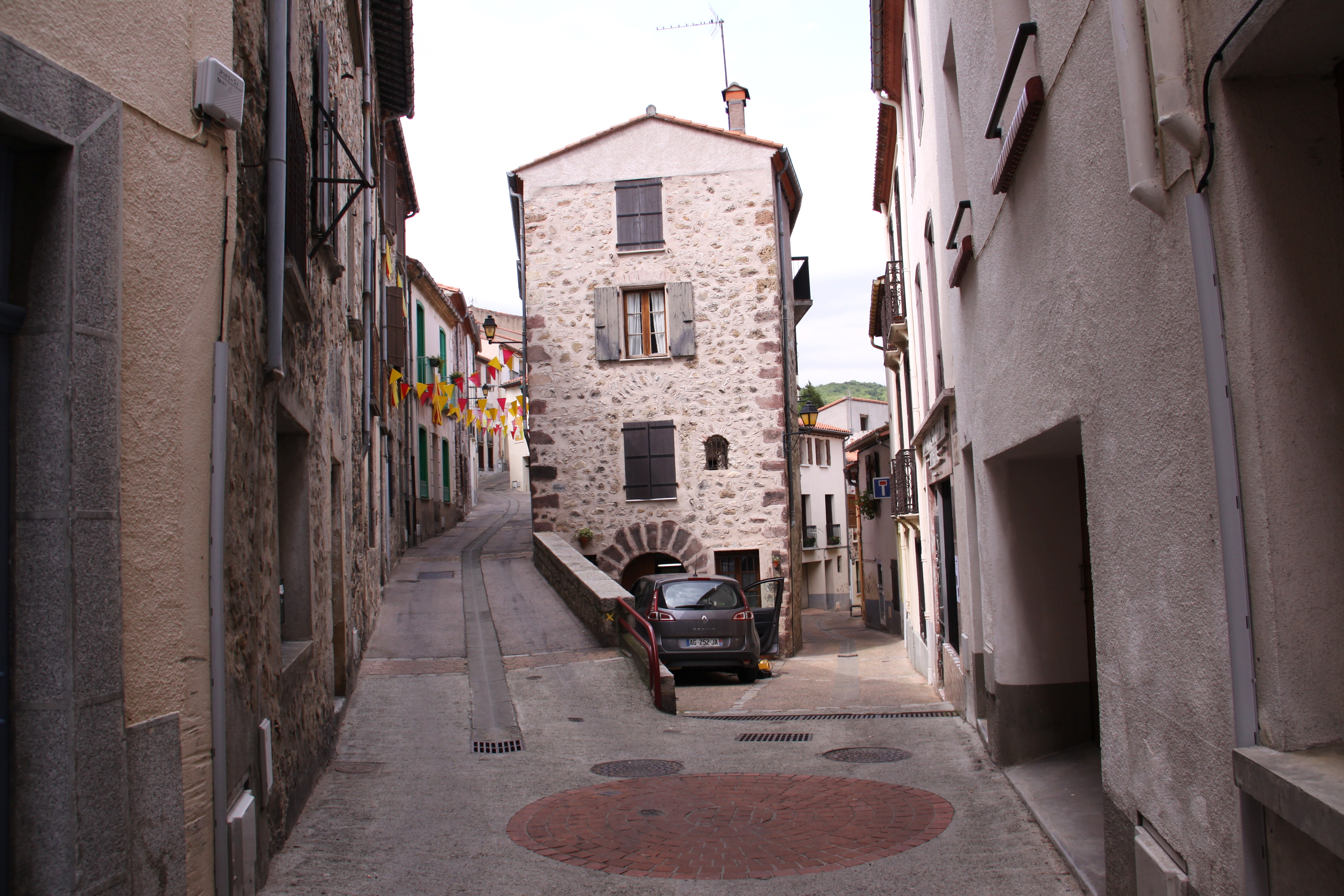
El camí que va cap a la Sort, un dels carrers per on passa la comitiva

A les 22:30 h, a la sala polivalent del Sindicat, se celebren tres balls clàssics de carnaval: el ball de màscares, el ball de l'Escala i el Tio-Tio. La festa acaba amb l'actuació d'una orquestra fins ben entrada la nit. Quan s'acaba la festa a la sala polivalent, la gent se'n va cap a casa o als dos bars de la vila.

### Diumenge, la Festa de l'os
Diumenge és purament la Festa de l'os. Durant el dia, un mercat se sol instal·lar a la plaça de l'Estació i el poble és pràcticament un desert.
A les 15:00 h comença oficialment la festa. Unes hores abans, en un mas pròxim a la plaça de la Sort, la comitiva abilla l'home que farà d'os: li unta la cara de sutge i el vesteix amb la pell d'os. Al cap de poc, l'os s'escapa i un grup de caçaires intentaran agafar-lo al turó de darrere de la capella de Nostra Senyora de la Sort. Al cap de pocs minuts, l'os és atrapat pels caçadors i lligat pel Menaire, un home que al llarg de la festa es vantarà d'haver-lo caçat. És just llavors que el Menaire guia l'os cap a la plaça de la Sort. Allà s'hi fa un ball i es recita per primera vegada la Prèdica. Pocs minuts després, apareixerà la comitiva ursina: la Monaca, els Botifarrons, les Figueretes, la Brueta i el Vell i la Vella.
Després de la Prèdica, l'os s'escapa i comença a córrer pel costerut carrer de la Sort fins a arribar a la plaça Pública. El Gamarús comença a observar la festa des de les cases dels veïns. Un cop la comitiva és arribada a la plaça Pública, al costat de l'Ajuntament, el Menaire recitarà la prèdica i mostrarà la medalla que duu penjada al coll, assenyalant que és ell qui ha caçat l'os. Ambdós giren en sentit invers del cercle format pels caçadors. La Monaca giravolta entorn dels dos protagonistes tot colpejant la gent amb els braços falsos. Els desplaçaments són acompanyats per la música tradicional de l'os cantada generalment per la Cobla Principal del Rosselló.

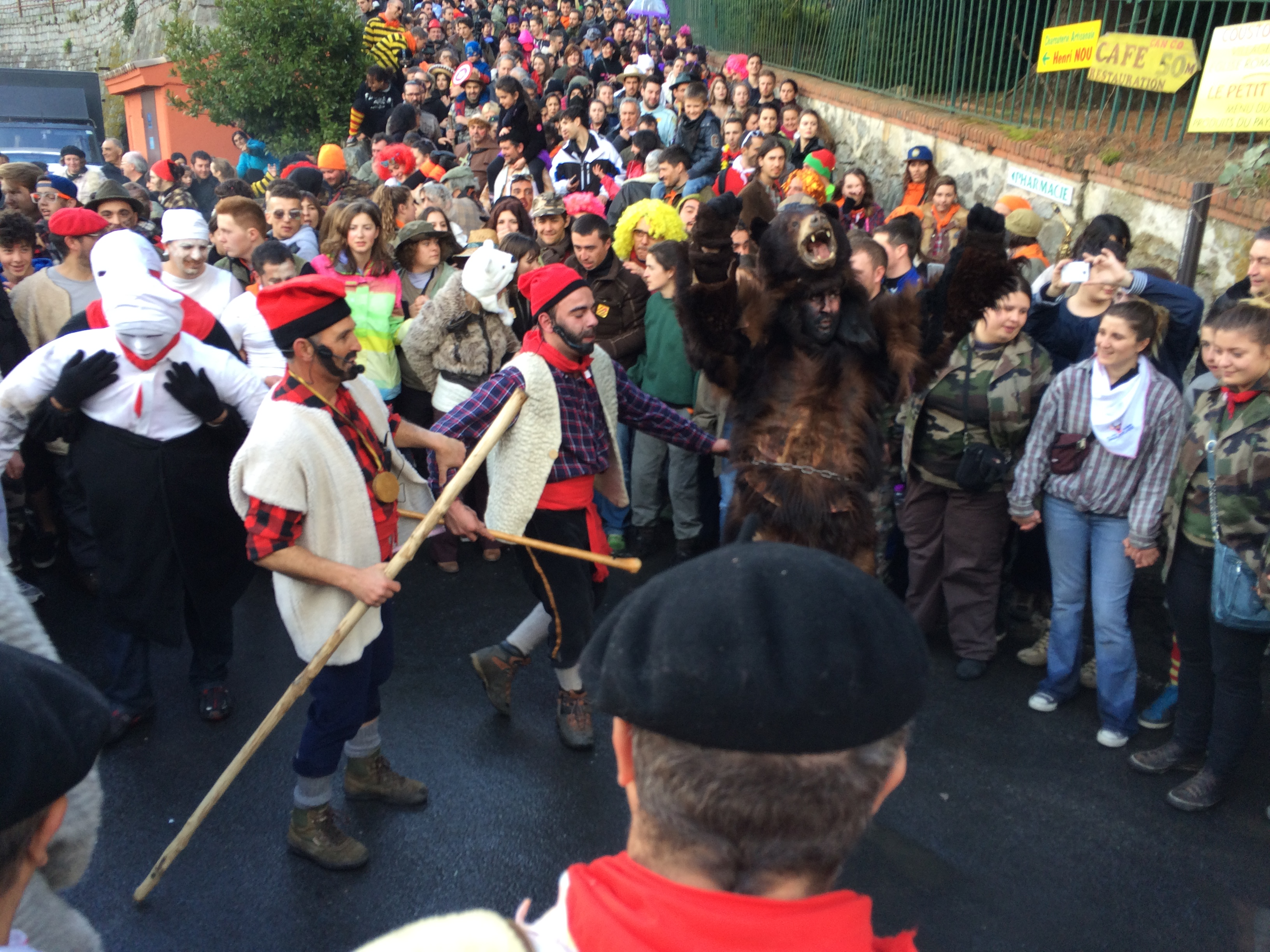
Prèdica del Menaire a la plaça de l'Estació. S'hi poden veure el Menaire, os Martí i la Monaca

Tot seguit, cap a les 16:00 h, a la plaça Pública es fa el ball dels Esparracats mentre la persona que fa d'os és substituïda per una altra. Un cop torna a la plaça, el Menaire torna a recitar la Prèdica i el seguici continua pels carrers de la vila fins a la plaça del Sindicat. L'os intenta alliberar-se, fugint i perseguint noies joves que criden i s'amaguen.
Mentre l'os és a la part baixa del carrer de les Fàbriques, les Figueretes i els Botifarrons s'enfronten en una mena de batalla final un cop són al Sindicat. Es tiren per terra i fan veure que es peguen. Just abans d'arribar a la plaça, l'os Martí s'escapa i comença a córrer entre la gent, sembrant el caos. Aleshores el caça el Menaire i arriben tots junts al centre de la rotllana, on hi ha una batalla campal entre tots els personatges: la Monaca pega la gent, el Vell i la Vella la persegueixen… És una escena molt surrealista que cada any canvia lleugerament.
A les 17:00 h, just després de la batalla campal, a la plaça del Sindicat es fa l'afaitada de l'os: després de la darrera Prèdica, l'os i el Menaire ballen donant voltes a la plaça fins que el Menaire el fa asseure en un tronc, on comença la música del rasatge. Un cop l'ha afaitat, li clava un cop de destral i l'os acaba per terra. Aleshores, un grup de caçaires li lleven la pell i l'os es torna humà. Tothom aplaudeix i sona una altra música: aleshores, l'os cerca una dona —normalment la seva xicota— d'entre la multitud i començarà un pasdoble juntament amb el primer os, els caçadors i la gent de la plaça. Cap a les 18:00 h, que és quan s'ha acabat l'afaitada, es toquen tres sardanes.
Finalment, en acabar les sardanes, un grup d'homes transvestits portaran un patote, equivalent al Rei Carnestoltes, que cremaran en una foguera improvisada en la mateixa plaça on l'os ha tornat humà. Canten «Ai el pobre Carnaval» i cançons patriòtiques catalanes, com Muntanyes del Canigó. A la plaça del Sindicat la festa dura fins que cau la nit.

## Personatges
Al carnaval de Sant Llorenç hi ha una figura principal (l'os Martí) i un seguici de personatges que l'acompanyen: el Menaire, la Monaca, el Vell i la Vella, el Gamarús, els Botifarrons i les Figueretes.

### L'os Martí
L'os Martí és el personatge principal de la festa ursina de Sant Llorenç.

#### Descripció
L'os Martí és encarnat per un noi d'uns 24-30 anys que va abillat amb una pell d'os. Abans de les 3 de la tarda del diumenge de carnaval, un grup de veterans vesteix un dels nois que farà d'os amb una pell autèntica. Li cobreixen la cara de sutge i oli i el disfressen de bèstia.
Cada any es trien, per sorteig, tres nois joves que faran d'os. Només dos d'ells seran l'os Martí a la festa i s'hauran de repartir el torn: un actua des de l'església de la Sort fins a la plaça Pública i l'altre des de la plaça Pública fins al Sindicat. Aquesta divisió en dos es fa principalment pel cansament físic que suposa fer d'os.
La disfressa de l'os ha anat canviant al llarg de la història. Fins als anys quaranta, la disfressa era feta de pell de xai, com la de Prats. Durant els anys cinquanta, un borraller de Sant Llorenç va fer una nova disfressa per a substituir l'antiga: un cap gros de cartó pedra fet també amb pell de cabra seria la disfressa de l'os durant una quarantena d'anys, una pell força semblant a la de l'os d'Arles. Actualment la disfressa es conserva al museu de la Casa Pairal, l'antic museu etnogràfic de Perpinyà. Aleshores, una altra disfressa com aquesta va substituir-la i va passar a ser per a la festa de l'os dels infants, la Festa de l'os Vell, anomenada així per aquest mateix motiu. El 1993 la comissió de festes emprava una pell d'os bru dels Pirineus d'un taxidermista de Prada. El 2013, però, es va adquirir una pell d'os autèntica d'una reserva natural canadenca.
La festa comença a la plaça de Nostra Senyora de la Sort amb l'os Martí que ha estat capturat pel Menaire: a partir d'aquí començarà un estira-i-arronsa entre el públic i la bèstia que acabarà amb la mort de l'animal i la conversió en home. La caça de l'os és la millor durant aquesta època, perquè «com que està desnodrit, no té tanta força i braó i, per tant, la seva cacera no resulta tan perillosa». Un cop l'os és afaitat —ja convertit en home— balla amb una de les noies de la vila, que sol ser la seva xicota.
Unes setmanes abans, la comissió encarregada de la festa, escull qui seran els ossos de l'any, a més de preparar tota la festa.

#### Simbologia

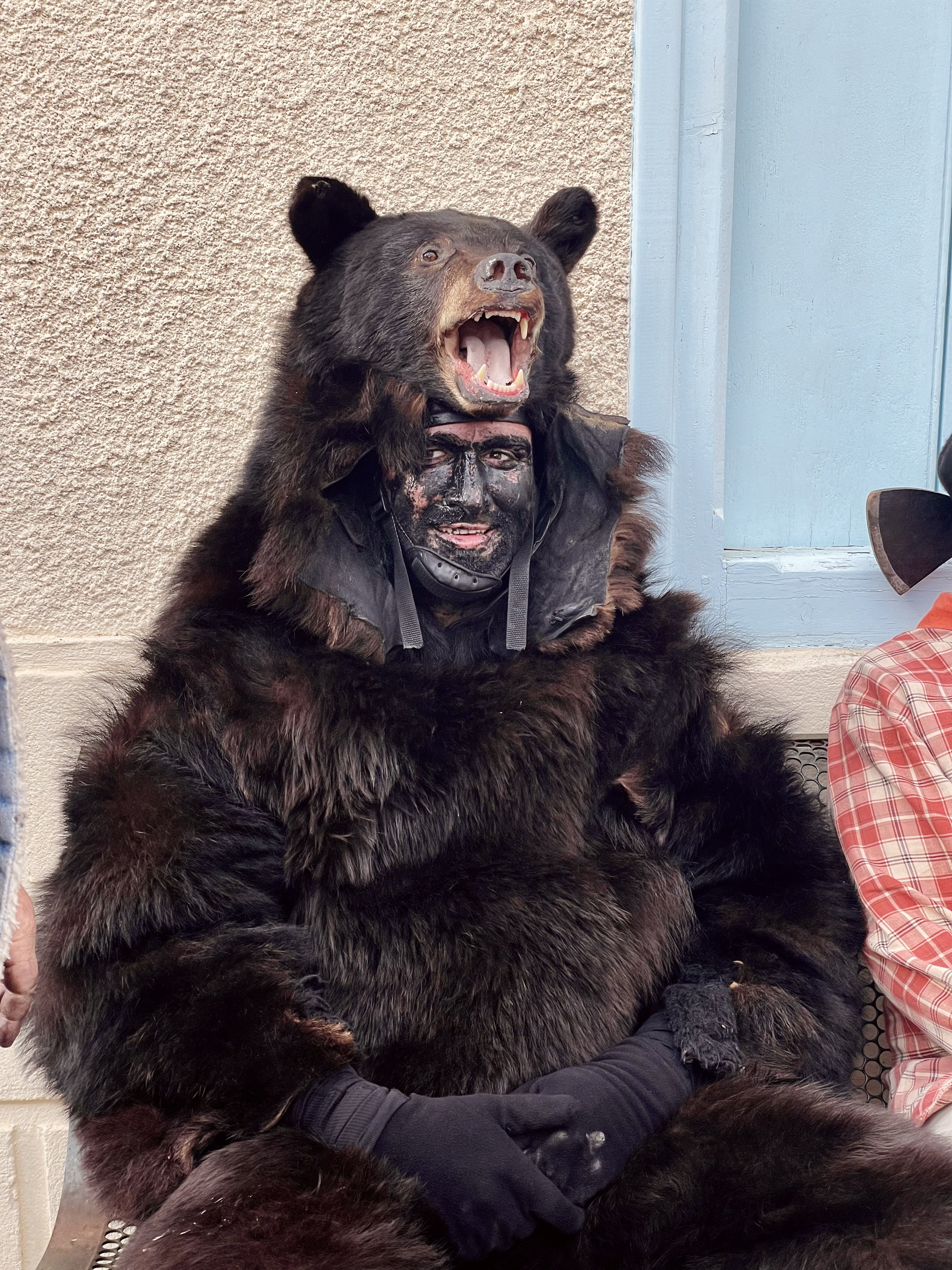
L'Os Martí de 2022, Romain Nou

L'os s'ha considerat des d'antuvi com el rei dels animals. També el fet que s'aguanti amb dues cames fa que hom l'hagi considerat un ésser no molt allunyat de la figura humana, i la seva presència ha suscitat tota mena de simbologia diversa. Se l'ha considerat molt sovint déu dels inferns, i a més, ha adquirit un caràcter psicopomp, doncs era ell qui «controlava les ànimes dels morts, les quals alliberava a la primavera amb una ventositat». La cacera de l'os «representa la mort de l'hivernàs, simbolitzat i encarnat per l'os […]. Les versions catalanes de la cacera de l'os presenten elements […] del culte al geni i de la mort de l'hivernàs». L'hivernàs es considera el geni de l'hivern, i com a conseqüència, l'os n'és l'extrapolació.
Segons Amades, «l'os ve a simbolitzar el geni de la vegetació, que resta esmorteïda i com suspesa durant les fredorades, i que reviu i es reviscola així que torna la bonança, assenyalada en aquest cas per la pluja fecudant i vivificadora». Les atribucions de l'os són moltes i de tota mena. És ell qui marca la fi d'un període i el començament d'un altre. L'os és una viva representació del carnaval, en el sentit que ha romàs adormit una temporada i es desperta amb la fi de l'hivern. Abans hem vist que la tradició popular considera que l'os surt el dia de la Candelera i segons si veu bon temps o no, dona per finalitzada la seva hibernació o roman al seu cau una quarantena més de dies. Així doncs, el dia 2 de febrer és una data important en el calendari: és el dia de la Candelera, el dia de la presentació de Jesús al temple de Jerusalem i la purificació de sa mare, Maria. És el moment en el qual es dona per tancat el cicle de Nadal, un moment que marca fi de l'hivern i el punt d'inflexió entre l'hivern i la primavera. I, com hem dit, és el dia que l'os surt del seu cau:
Segons la creença popular meteorològica, només surt definitivament per la Candelera, anunciant així l'arribada de la primavera, si ho veu tot fosc, això vol dir, si hi ha lluna “bruna”, sinó se'n torna al seu cau per estar-hi quaranta dies més cregut que la hivernada encara no ha acabat. La dita de l'os, de fet, ens senyala el Carnaval, els ritus lunars que acomiaden l'hivern, aquelles festes mòbils que amb la Candelera com a primera data possible se celebren per l'última lluna nova d'hivern, ubicada quaranta dies abans de Pasqua –la primera lluna plena després de l'equinocci de primavera.
L'os i l'home tenen punts en comú en l'imaginari carnavalesc. És durant aquest temps que ambdós, animal i bèstia, surten d'una època de letargia i necessiten «expansió i moviment, sortir del seu habitatge i olorar la incipient primavera». L'os, per tant, encarna un esperit de dualisme que trobarem en les festes carnavalesques, especialment en el carnaval llorencí:
El plantígrad, dins del folklore representa l'origen salvatge, un estat ancestral i proper al dels animals que per naturalesa és oposat al civilitzat. Els qui fan d'os o d'home salvatge són els qui porten el desordre al poble, caos que no finalitza fins que són sotmesos a l'ordre dels homes, en jocs on s'escenifica la mort del salvatge i el naixement del civilitzat, sovint representat en una evolució d'una mateixa figura que de salvatge muta a persona civilitzada. Aquestes figures d'esperit ursí, que han de ser civilitzades, formen part del judici i la mort del rei efímer Carnestoltes, representació clau que dona fi a les festes d'hivern.
Quan l'os surt del seu cau té dos objectius: alimentar-se i reproduir-se, cercar una femella. És, en certa manera, una transposició de l'ésser humà: per carnaval l'esperit que romania adormit durant l'hivern es desperta, i al mateix temps, es desperten els instints més baixos i bàsics de tota persona. Tradicionalment, l'os ha estat considerat un perill per a l'humà, perquè en sortir del cau, cerca menjar i fa estralls en el bestiar. I a més, també es desperta el seu instint sexual: són nombroses les històries que es conten de raptes de noies per part de bèsties ursines, i en el cas que ens ocupa, aquest rapte és ben evident: l'os llorencí es dedica a raptar noies i a escampar el pànic entre la població.
L'os té, per tant, un vincle directe amb la feminitat. Es diu de l'os que «Vigilava també les menstruacions femenines i controlava, doncs, tant la fecunditat femenina com la de la Terra. Era percebut com una font sanadora; totes les parts del seu cos podien curar malalties, ja que posseïen una certa màgia. Era un animal totèmic. En algunes poblacions era vist com l'avantpassat del grup».

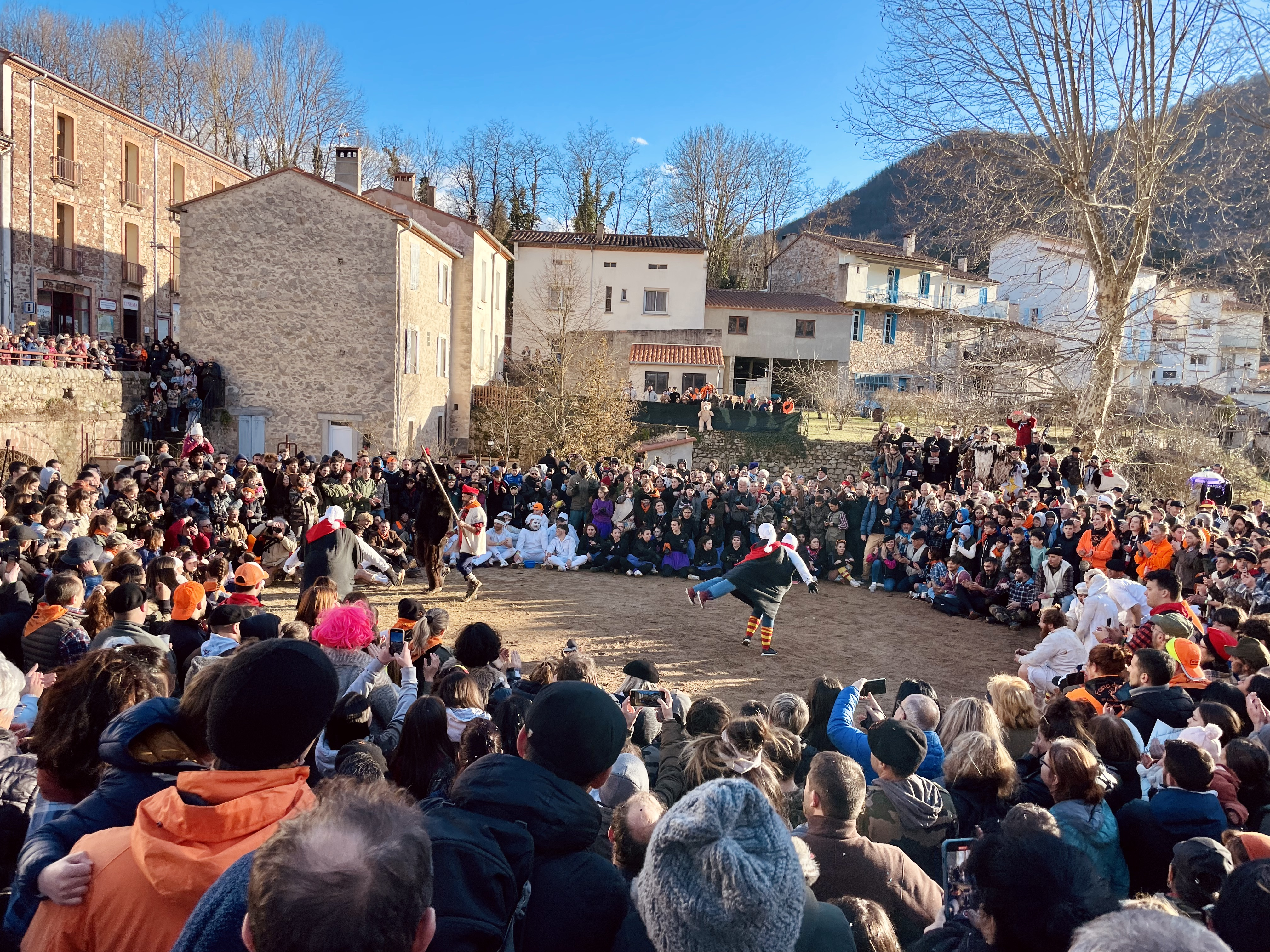
Darrer ball a la plaça del Sindicat de Sant Llorenç de Cerdans abans del rasatge de l'Os Martí

A Sant Llorenç l'os és mort a la plaça, i amb l'afaitada, es converteix en home. Però si ho pensem bé, l'os mai no ha deixat de ser home: és l'esperit carnavalesc, la dualitat, el cicle de la vida que mor per tornar a començar. És aquesta la funció psicompompa descrita anteriorment: l'os és el sanador i el transitador de les ànimes, el fertilitzador, el depurador de l'excés carnavalesc i el finalitzador del període hivernal. Amb la seva mort «es troba la salvació total dels difunts, la destrucció del mal i la resurrecció de la vida. L'os, en definitiva, és un geni que mor amb l'hivern i reneix amb la primavera, procés a través del qual els difunts, ajudats per la lluna i el sol, també acaben per exercir una funció fertilitzadora»
El tema de la fertilitat és important en la simbologia ursina. A Sant Llorenç és ben viva la creença que l'os dona bona sort a les dones que són capturades.

### El Menaire

#### Descripció
El Menaire és un personatge que fa de menador i conductor de la festa. Es vanta d'haver caçat l'os, però el cert és que és poc probable que hagi estat ell qui l'hagi caçat, perquè és un personatge més aviat baixet i escanyolit. El seu vestit és el d'un pagès tradicional català: pantalons de pana, camisa de quadres, una samarra de pell de xai, una faixa roja i una barretina. Com a accessoris, una medalla de fusta gravada amb un os i una cadena que li servirà per a estacar-lo, així com una destral feta de fusta per al rasatge final. Durant la festa, l'os s'escaparà i es burlarà d'ell tot llevant-li la barretina o prenent-li el bastó, i ell tractarà de posar ordre tot recitant la Prèdica.

#### La Prèdica
La Prèdica és un text en català que el Menaire recita al llarg del camí: des de la plaça de la Sort fins a la plaça del Sindicat el Menaire proclama als quatre vents la captura de l'os. Mentrestant, el públic anirà cridant «mentider» al Menaire i fent crits de «uuuh, uuuh» tot interrompent-lo:
Menaire: Bona gent del país: avui som vingut aquí per vos fer divertir. Us meni l' Martí, l'espant de la contrada. Ell ho devorava tot: homes, dones, bestiar i mainada. Les minyonetes eren maltractades. Malhort quan sentia la flaire sota el davantal. Dret, la cua enlaire, piri que un dimoni, els feia ballar el ball del matrimoni. Tothom n'era espantat, tothom pregava a Déu, quan jo soc arribat aquí per un bonhort de Déu, s'han pres les armes. Toquen a sometent. Tothom se reuneix, sobretot lo jovent. Tot seguit, en començant la caça, quan jo vaig veure aquesta bestiassa ja li salti dessús i ja el tinc agarrat.
Públic: Mentider!
Menaire: Amb aquestes cadenes el som estacat, amb aquest pal el som atrapat. Aquí en tinc una medalla, que val cinc-cents escuts. I crec crevar de fam de tant de revinguts. Veniu tots sus la plaça pública i li faré ballar sardanes amb música. Sap fer la pantomima, sap fer salts i capgirells, sap ballar la borrega i la xinxirinxina. Au! Fe'ls-hi veure com saps ballar. Música!
La Prèdica és important en el context perquè és la manera que té el Menaire d'interactuar amb el públic. És un text en català septentrional, i aparentment sembla un símbol de normalitat en una comunitat on la llengua catalana és permanentment estigmatitzada i arraconada.
Si analitzem la Prèdica, veiem que en primera instància el Menaire explica que ve aquí «per vos fer divertir». És un indici que tot això que ens explicarà és només per a fer-nos riure, i que ens ho prenguem com un conte. Sembla els inicis de les rondalles amb «això era i no era», donant-nos un motiu d'inversemblança. Bàsicament, explica que l'os tenia aterrida tota contrada: «homes, dones, bestiar i mainada», però que gràcies als caçaires i especialment a ell mateix, l'han aconseguit capturar i el passegen per la vila perquè tothom el vegi i en pugui fer escarni.
Una de les estrofes diu, amb relació a les dones, que «els hi feia ballar el ball del matrimoni». Indubtablement, hem de relacionar-ho amb el capítol anterior, quan hem parlat de l'os que cerca dones i de les incomptables històries de dones que són raptades per ossos. Així, l'os flirteja les femelles amb l'objectiu de reproduir-s'hi i de casar-s'hi.

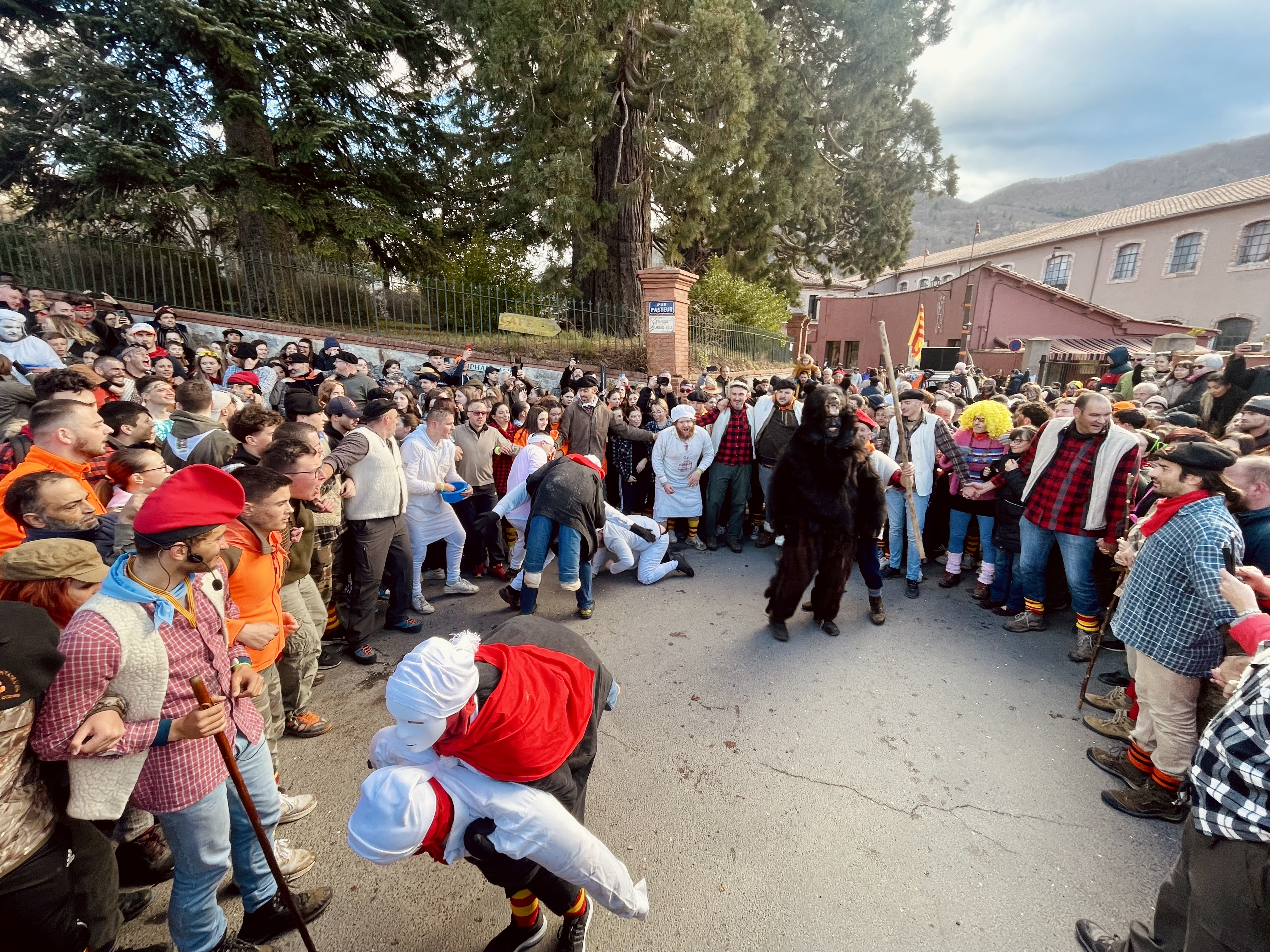
Ball a la plaça de l'Estació

Després de dir que ha estat ell qui l'ha capturat, el poble li crida «mentider!», i ell, orgullós i cregut, explica que l'ha estacat amb una cadena i que l'ha atrapat amb un pal. I que fins i tot ha rebut una medalla que val una doblerada com a recompensa per haver-lo caçat. Aleshores convida tothom a la plaça Pública, on farà ballar l'os a la seva conveniència. Diu que «sap fer la pantomina, sap fer salts i capgirells, sap ballar la borrega i la xinxaranxina»: és la viva representació de la domesticació de la bèstia. Ysàs explica que la domesticació de l'os es va fer popular durant l'època carolíngia per part de l'Església cristiana:
En executar la seva política de desarrelar els cultes que tenien com a objecte les forces de la natura, [l'Església] declarà la guerra a l'os, aquell animal que per a les societats preexistents era considerat el seu ancestre. Però, més enllà d'exterminar l'espècie ursina, per fer baixar l'os de l'altar de les religions paganes calia vèncer-lo essencialment en el terreny de l'imaginari popular. El rei dels animals havia de ser destronat i despullat de les seves virtuts divines pel personatge arquetípic més exemplar de la religió cristiana, el qual hauria de ser capaç de sotmetre a la bèstia salvatge mitjançant la paraula de Déu».
I, per tant, serà a partir d'aquesta època que multitud de sants es presenten com a domesticadors d'ossos. I a través de la Prèdica i de l'actitud del Menaire veurem l'extrapolació hagiogràfica en la seva figura, que fins i tot, es presenta com una mena d'enviat de Déu durant el seu discurs.
La Prèdica no deixa de ser una humiliació que fa el Menaire a l'os:
Els dos actuants que encarnen “l'home i el salvatge”, simbòlicament antagònics, escenifiquen la captura l'amansiment, l'escarni i, fins i tot, la mort i la resurrecció. Una seqüència ritual de cercavila que algunes de les poblacions converteixen en una actuació teatral, més elaborada, on bàsicament es representa la gran cacera del plantígrad.

#### Simbologia
Poca gent creu del Menaire que és ell qui ha atrapat l'os. La seva condició física, més aviat escanyolida, fa que la gent l'increpi i li digui coses com «mentider!» o «l'has pas caçat tu!» durant la Prèdica. El Menaire és una mica fanfarró, perquè no sabem si és veritat que hagi estat ell qui l'ha caçat. Es dona a si mateix molta importància sense tenir-ne tanta.
No creiem que sigui casual la tria d'un personatge de condició física més aviat magre com a capturador de l'os, sinó que aquesta tria s'entén en el cicle carnavalesc: el Menaire és un personatge més de la comitiva burlesca que explica aquest canvi de rol i d'apropiació d'un paper inversemblant.

### La Monaca

#### Descripció
A banda de l'os, de tot el reguitzell de personatges carnavalescs que formen la festa de Sant Llorenç, la Monaca és segurament la que pren un paper més important de tots.

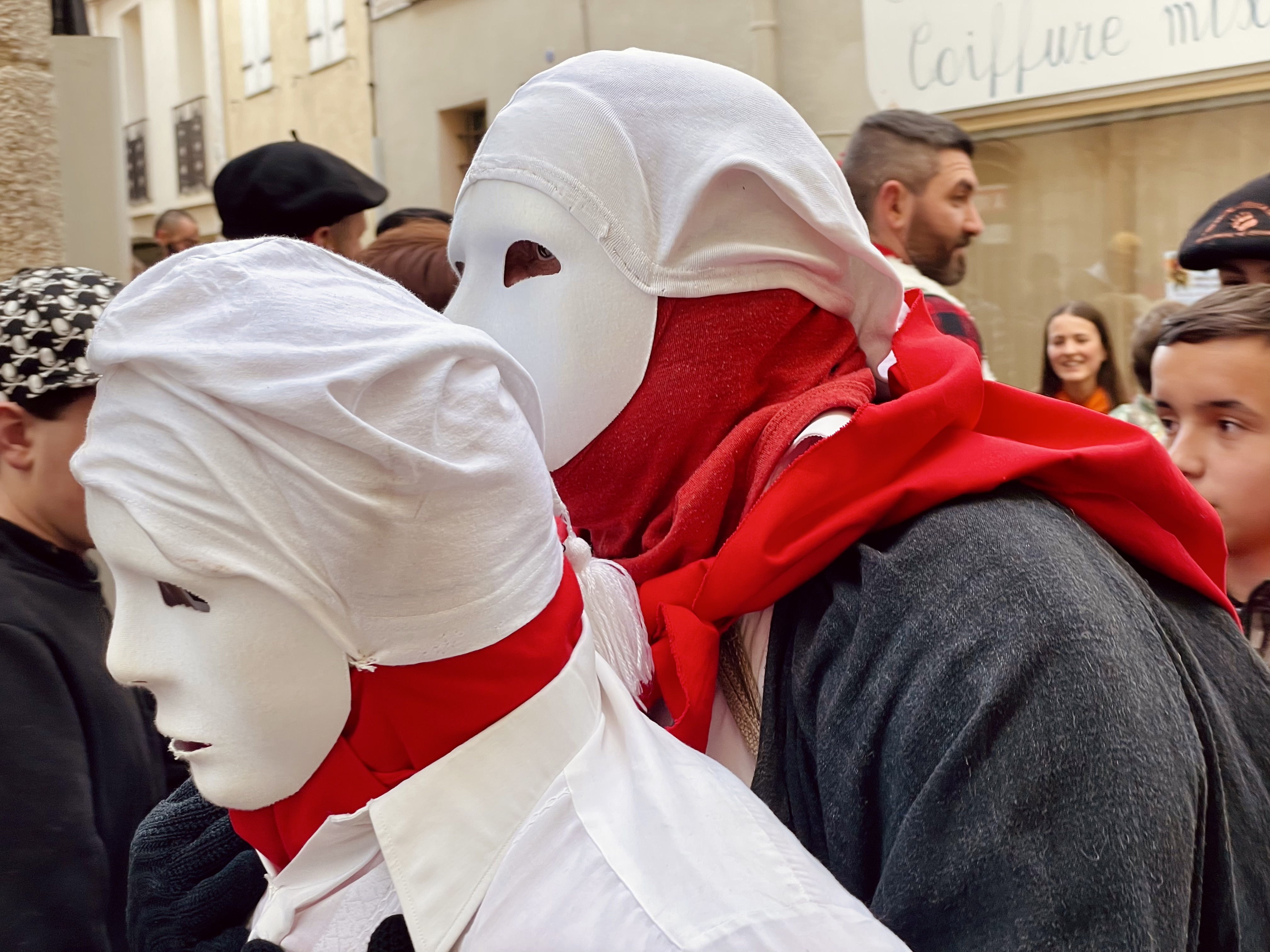
La Monaca

Segons narren els llorencins, la Monaca la va portar una família de l'altre costat de la frontera que va anar a treballar a Sant Llorenç fa unes quatre o cinc generacions. Des de llavors, la Monaca és portada sempre per aquesta família, la família Roig: en un determinat moment, quan els fills són grans, aquests passen a exercir de Monaca. Tot i això, ni la mateixa família no sap el moment exacte d'aparició d'aquest personatge en el conjunt de la festa. Explica Marie Roig, esposa de l'actual portador de la Monaca, que era una família que va anar a Sant Llorenç a fer carbó i que, en veure la festa, van decidir de disfressar-se de monaca, puix que «a llur poble ja es feia». Ràpidament, la Monaca va gaudir d'una àmplia acceptació entre la societat llorencina i des d'aleshores s'ha continuat fent de manera ininterrompuda.
La Monaca és un personatge misteriós i burlesc format per dos cossos: dos caps, quatre braços i quatre peus:
Està formada d'un bust de maniquí fixat al davant del cos de l'actor i dues cames falses que pengen subjectades a la seva esquena; un ninot de mida natural amb el seu cap i dos braços postissos que li pengen. Tota ella es vesteix d'una llarga brusa negra, ambdós caps duen una gorra blanca, un mocador vermell al coll i dues caretes de persona blanca i inexpressives, idèntiques. Una de les diferències entre els dos cossos units, és que els braços de l'actor estan vestits amb la brusa negra, mentre que el bust del ninot sobresurt de la túnica negra vestit amb una camisa blanca, ambdós duen guants negres.
No sempre la Monaca ha dut el mateix vestit ni la mateixa màscara. De fet, segons el Ministeri de Cultura francès, el vestit consisteix en un bust i un cap lligat a la cintura de l'actor. Dos braços pengen als costats. A la seva esquena hi ha penjades un parell de potes. Aquestes extremitats eren originalment revestides de palla, que ara se substitueixen per escuma. Una gran brusa negra cobreix tots els cossos, dues bufandes vermelles es lliguen al voltant dels colls i dues gorres blanques tapen les figures. Dues màscares idèntiques i sense expressió amaguen la cara de l'actor i la figura del model.

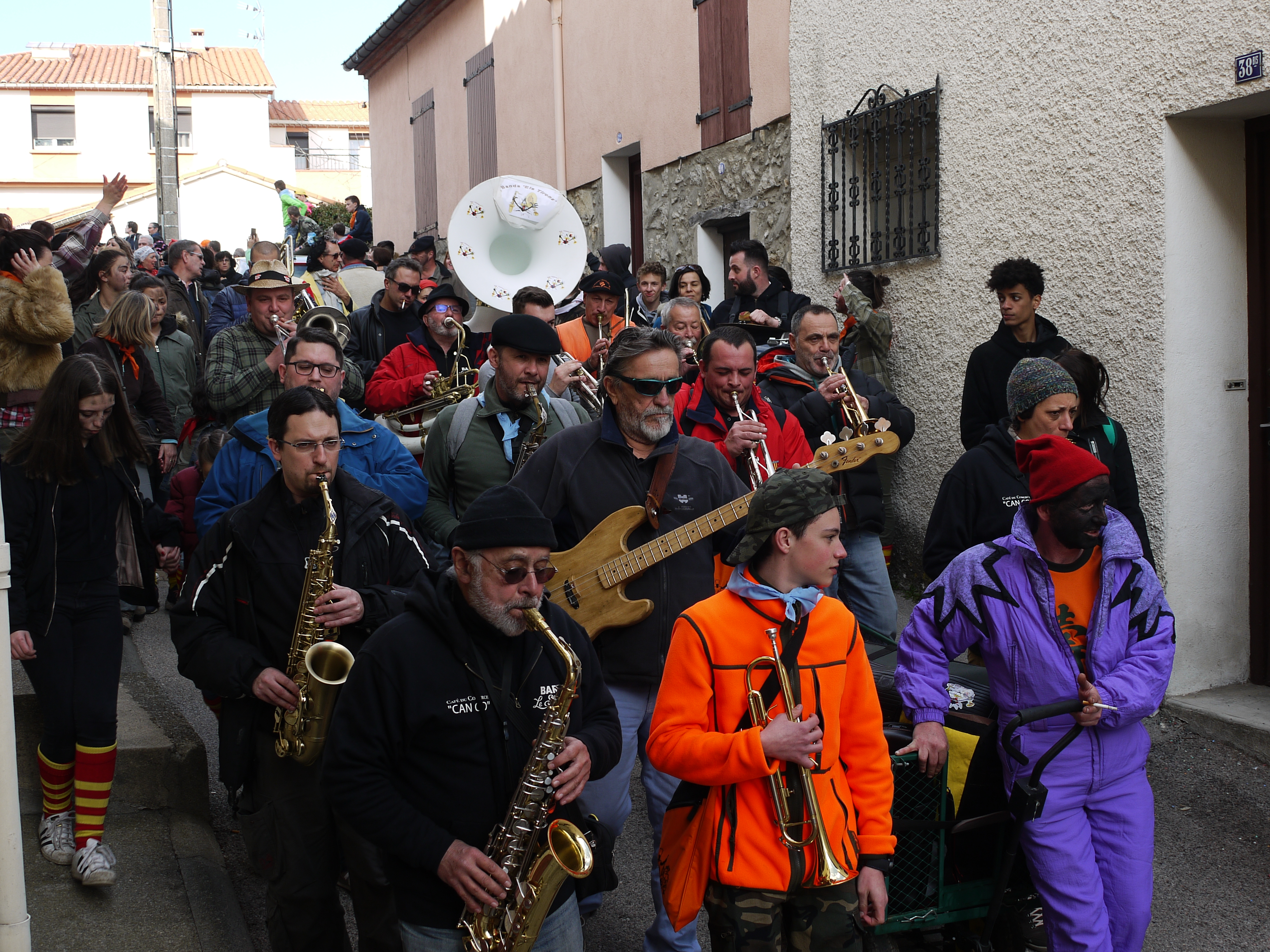
Banda

#### Simbologia
És un personatge molt ambigu: té dues cares i mai no saps quina t'està mirant realment. No se sap qui és el personatge i qui és l'home. Llurs rostres són idèntics i «la confusió sobre qui està actuant és total»
L'ambivalència del personatge destaca per la seva capacitat de ser dues coses al mateix temps: és dolenta o és bona segons la interpretació que hom vulgui donar-li. És la duplicitat de la personalitat humana. Té, òbviament, un costat bo i un costat dolent, però el bo s'està fent endur pel dolent: pega a la gent, fa defugir-la i això permet que l'os tingui més espai per a moure's i poder escampar el pànic entre la població. Però al mateix temps, la Monaca és present des del principi fins al final, i no evita en cap moment l'afaitada de l'os i llur conversió en home.
La Monaca avança tranquil·la al llarg del seguici. Aparentment, no és un personatge agitador ni que crea confusió, però a la pràctica es dedica a colpejar la gent i a evitar que aquesta s'acosti a l'os. Per una banda, evita que els llorencins siguin atacats per l'os, però per l'altra permet que l'os pugui passejar-se impunement per la vila, ja que ella no li barra el pas. En la Monaca hi veiem, per tant, la dualitat i l'ambivalència carnavalesca: «tot gira al voltant d'aquesta idea: es fan coses que no s'haurien de fer. Però malgrat tot, es fan. Seria pitjor si no es fessin, perquè mai no tindríem oportunitat de fer-ho i seria una frustració enorme. I viure amb frustracions no és bo, ni per als homes ni per a la societat» (Thomas, 2017). La dualitat duu a mútiples interpretacions de la Monaca: hi ha qui creu que un cap de la Monaca és l'hivern i l'altre és la primavera, que un és bo i l'altre és dolent… Sigui quina sigui la interpretació que en fem, és indispensable parlar de dues figures siameses amb dos costats oposats.
El desdoblament d'aquesta figura ens enllaça obligatòriament amb la figura de l'os Martí: d'una banda, l'os és animal només en la seva aparença i, finalment, aquest acaba esdevenint home. De l'altra, la Monaca només té una part falsa, l'altra és una part humana. L'os i la Monaca són, doncs, dues criatures «formades per dues entitats germanes».

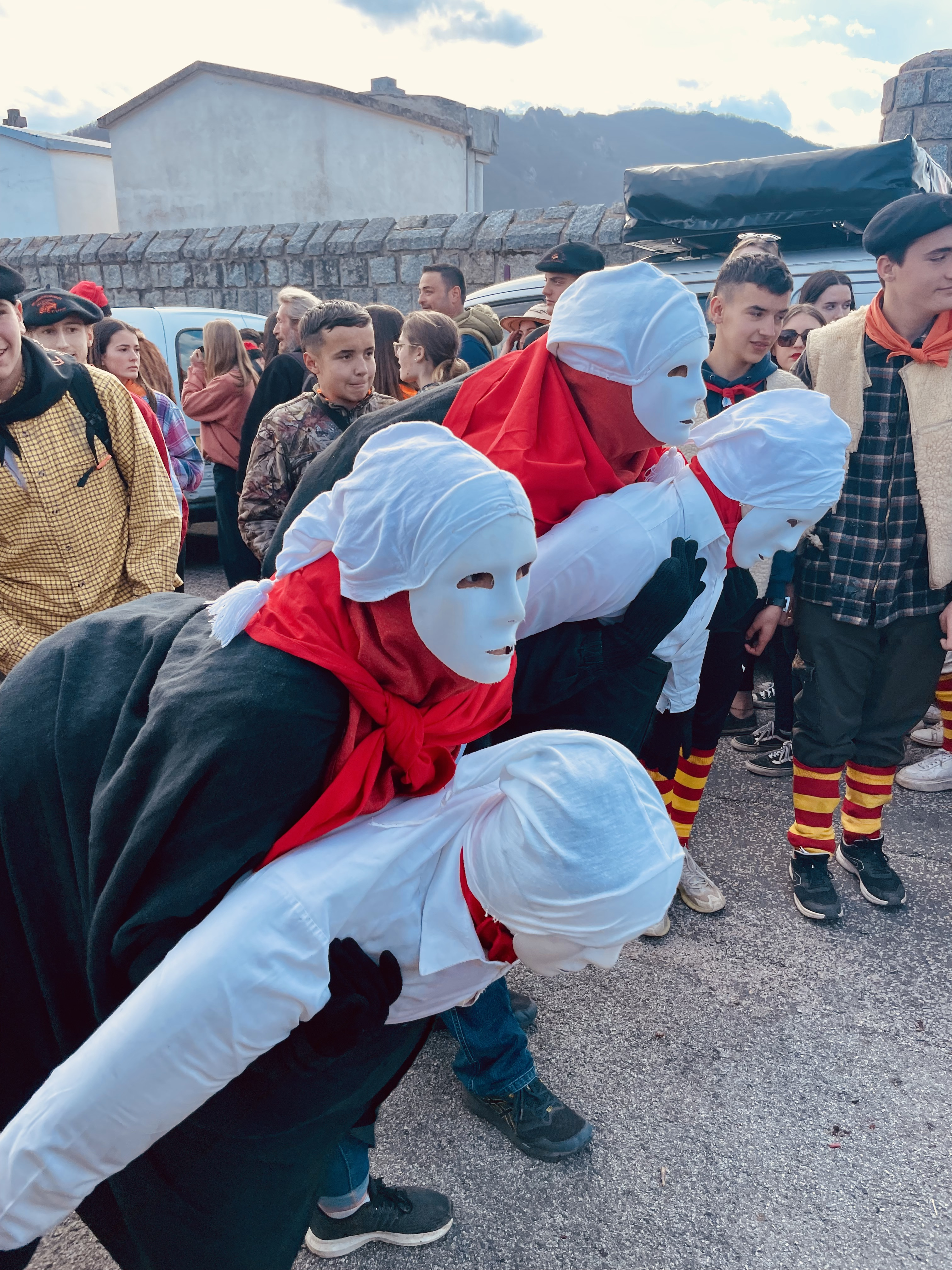
Per primer cop, dues Monaques (home i dona) van aparèixer a la Festa de l'Os de 2022

Tal com hem dit, la mateixa família desconeix l'origen de la Monaca. Per tant, també desconeix l'etimologia d'aquest grotesc personatge. El seu nom, Monaca, el qual està format pel mot mona, que a part de l'animal també pot fer referència a “imitar servilment i enutjosament”; cal relacionar-la, doncs, amb el simiot, bèstia de la mitologia arlesa i vallespirenca que conté l'arrel simi, de “semblar” o “imitar”. Per altra banda, en occità, el mot monaca ve a significar “nina” o “pepa” que també pot voler dir “dona amanerada i afectada” (Casanova, 2005: 214). Segons Robert Bosch monaca és un mot d'invenció popular per designar “l'imitador”. Més específicament, un imitador que segons el gènere del seu nom representa una figura femenina, encara que es mostra asexuada.
Marie Roig creu també que el nom pot ser d'una derivació de l'espanyol munyeca. Sigui com sigui, sembla evident que el nom és una conseqüència directa de l'aspecte o aparença d'aquest personatge.
La Monaca mai no mira l'os, i en aquest sentit és un personatge interessant. L'os i la monaca són diferents, però complementaris: és ella qui dona pas a l'os i qui li neteja l'espai per tal que aquest pugui atemorir la població. Però segons Romain Nou, que l'os i la Monaca no es mirin durant la festa no deixa de ser una cosa casual:
Quan jo faig l'os no la veig. Però tampoc no veig ni els Botifarrons ni els altres, no tinc moment per a pensar «la Monaca és aquí», i quan la veig és al final. Això sí: quan arribem jo vestit d'os i la Monaca a la festa hi ha com una mena de simbiosi. […] Aquest és l'únic moment que puc veure la Monaca. I l'os mai no pot agafar-la, sempre hi ha una certa distància. La Monaca mai no fa coses que entorpeixin l'os, perquè entre l'os i la Monaca hi ha una complementarietat, més coses que les uneixen que no pas que les separen.
La Monaca vesteix de blanc i de negre, dos colors carregats de simbologia. En parlar dels Botifarrons i les Figueretes com a dos grups antagònics i complementaris, perquè vesteixen de blanc i negre respectivament, veurem també que la Monaca hi té una càrrega simbòlica relacionada, així que més endavant analitzarem els dos colors i aquests seran aplicables a la Monaca.

### El Gamarús

#### Descripció

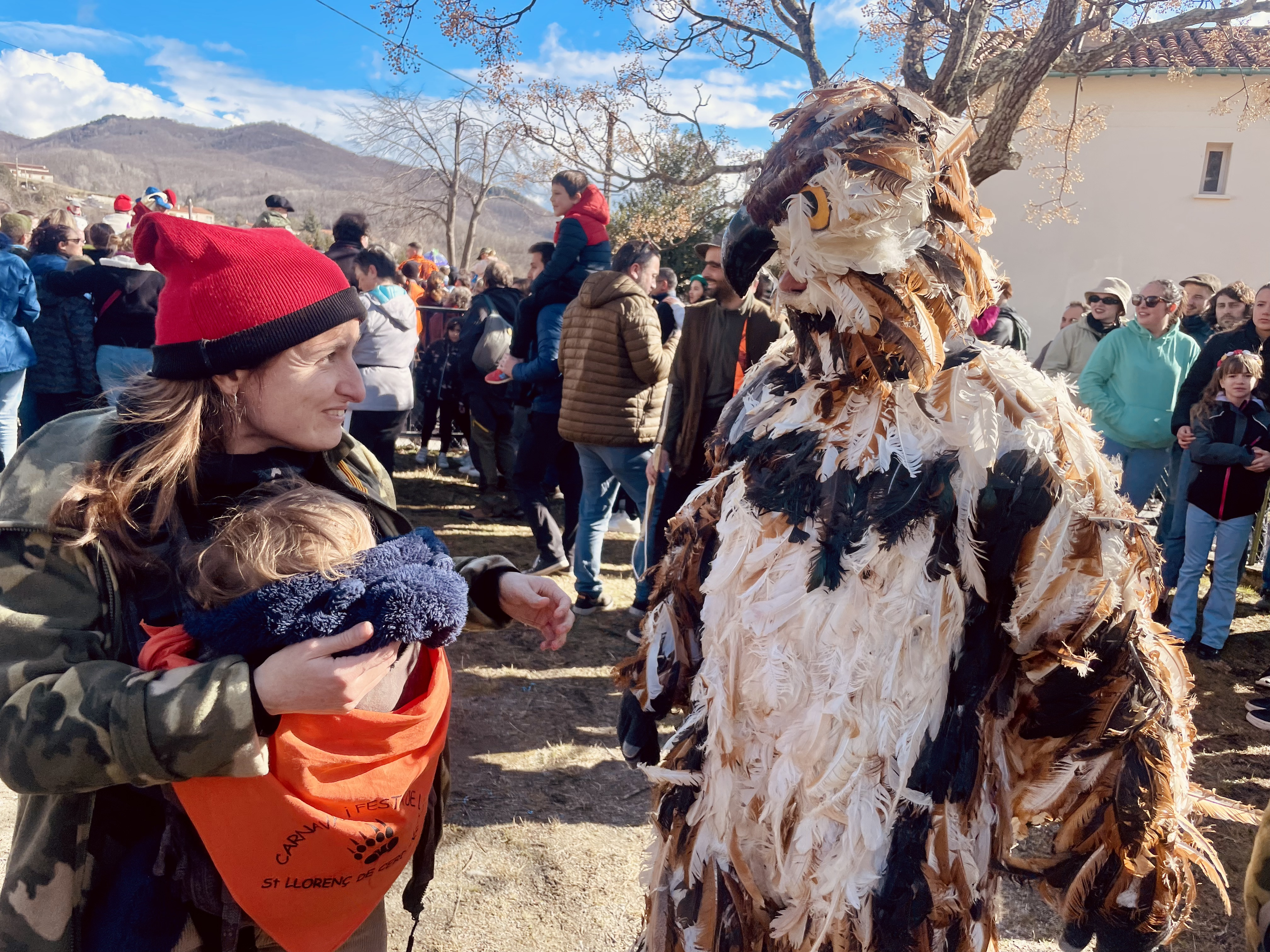
Una noia i la seva filla observen el Gamarús, l'observador de la festa

El Gamarús és una persona vestida d'aquest mateix ocell que, al llarg de la festa, observa com aquesta transcorre des dels balcons de les cases i les terrasses. Desaparegut durant anys, el Gamarús va tornar a aparèixer a la festa llorencina el 2015 amb la mateixa funció que abans: ser un observador de la festa.

#### Simbologia
El Gamarús encarna la figura de l'observador-testimoni. Segons Thomas,
El Gamarús és l'animal que ho veu tot però no diu res. És un testimoni de tots els actes de la festa, però que no pot fer res ni parlar. És simplement un testimoni: ho mira tot sense que se sàpiga què farà després. Com que és un ocell, no pot parlar, no pot denunciar ningú. Però ho sap tot. Hi ha molta gent que no diu res, que ho veu tot però no fa res. Potser és un acte de passivitat: és la impotència de la gent a no canviar les coses i la falta de coratge per a fer-ho. (Thomas, 2017)
Aquest ocell nocturn té un contingut simbòlic ambivalent. És el contrari de l'àliga, que viu de dia: el gamarús no pot veure la llum del sol i això el relaciona directament amb la lluna. Per no voler afrontar la llum del dia, el mussol és símbol de tristesa, d'obscuritat, de retirada solitària i melancòlica. Però a Sant Llorenç el Gamarús és un personatge diürn que observa la festa fins que l'os Martí és afaitat, i això se'ns presenta com una contradicció. Tanmateix, hem d'entendre que és carnaval, i que carnaval no deixa de ser un temps d'inversions de tota mena.
El gamarús, un ocell molt semblant a l'òliba però més gros, forma part del repertori animalístic mundial des dels seus inicis, i se l'ha considerat un animal ple de saviesa i experiència. El Gamarús llorencí és, per tant, un animal savi i curiós, però un simple espectador:
«¿Un gamarús què fa? Espia. Això: espia que tot es passi bé. I espia la festa. És veritat que és estrany. L'os també es mira el Gamarús i intenta d'agafar-lo, però mai no l'agafarà. És un joc també. Cada u té la seva interpretació, però mai es pot tocar, mai ningú el toca. Ell espia. Obre els ulls i ho mira tot». (Descossy, 2017).

### La Brueta

#### Descripció
La Brueta és formada per un grup de persones que porta un home més aviat gras i gros vestit de nen petit muntat sobre d'un carretó. El grup representa un pare i una mare que han sortit a passejar amb el seu fill i han trobat l'os, el qual ha volgut atacar la criatura i segrestar-la.
Quan l'os o els Botifarrons han aconseguit una de les seves preses (generalment una noia jove) la llancen sobre el carretó: aleshores, el nen petit fa com si la copulés mentre un grup de gent li dona vi moscat i els Botifarrons li frega botifarres a la cara.

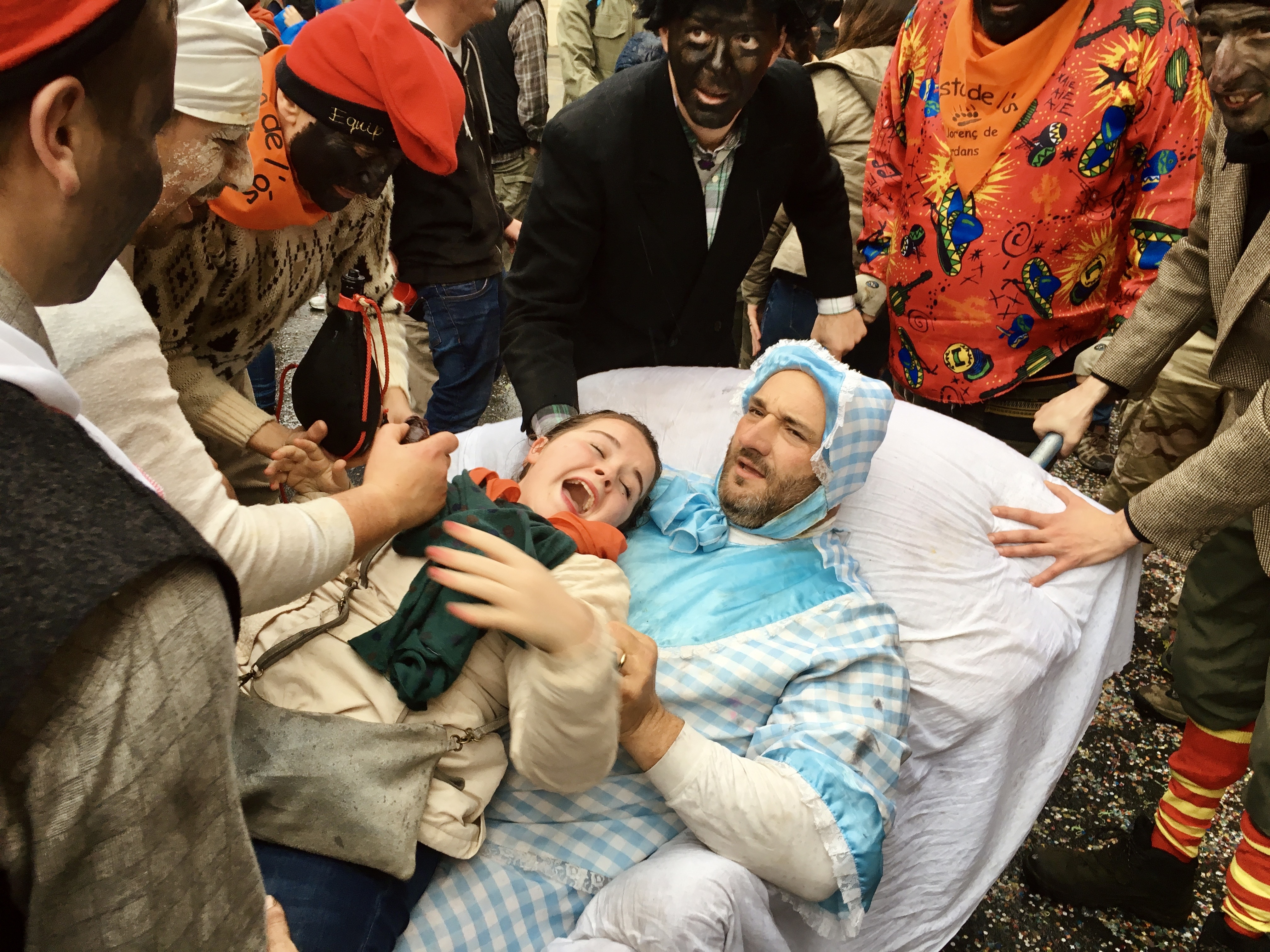
La Brueta, amb una noia

El mot Brueta es fa servir a la pràctica com a sinècdoque de Nen petit: el conjunt, en aquest cas, serveix per a referir-se al particular.

#### Simbologia
No és casual que la Brueta surti a passejar en un carretó. Simbòlicament aquest objecte ha adquirit un bon conjunt de significats al llarg del temps: el simbolisme del carretó sorgeix d'una visió global d'aquest instrument, imaginat com a prolongació de l'home i com un carro en miniatura. Simbolitza, en efecte, el poder humà acrescut de tres maneres: en intensitat, per les dues manetes del carretó que formen palanca; en capacitat de càrrega pel volum de la caixa; i en llibertat de direcció i mobilitat, gràcies a la roda. Des d'aquests diversos punts de vista carretó és com una part de les forces còsmiques mobilitzades a el servei de l'home. Però compromet també tota responsabilitat de l'home, que la pot empènyer amb més o menys passió, carregar-la de continguts diversos i dirigir-la en sentits errats. El seu equilibri depèn igualment del conductor; pot bolcar tan fàcilment com avançar. Des de tal punt de vista simbolitza una destinació amb totes les seves virtualitats i ambivalències. Símbol sintètic de forces còsmiques suplementàries (roda solar, receptacle, principi actiu dels braços) posades a disposició de l'home, i que necessàriament depenen de la seva voluntat, ja que no són més que instruments.
Ara la pregunta que ens hem de fer és: ¿per què és un nadó i no pas un home? ¿Per què qui fa de Brueta és un senyor gran i gras que simula esser un nen petit? Per a respondre aquestes preguntes hem de raonar-les a través de l'òptica carnavalesca: primer de tot perquè és un temps d'inversió de rols i d'atribucions impròpies, i també per la innocència d'un nen petit. Els nadons són associats a la puresa i a la innocència: a un nen petit se li pot perdonar tot. I evidentment, en un carnaval, encara més. Ysàs creu que
Potser és per voler il·lustrar un nadó amb atributs ursins que “el nen petit” és encarnat per un home de grans dimensions. Més enllà de la història amb l'os cal remarcar que els nens petits són els més privilegiats en les festes d'hivern, les quals celebren el naixement del nou sol, la personificació cristiana la tenim amb el Jesuset; podem entendre que com a paròdia d'aquest misteri és fàcil trobar “l'home gran disfressat de nen petit” en les festes de carnaval, pròpies de la inversió de rols.

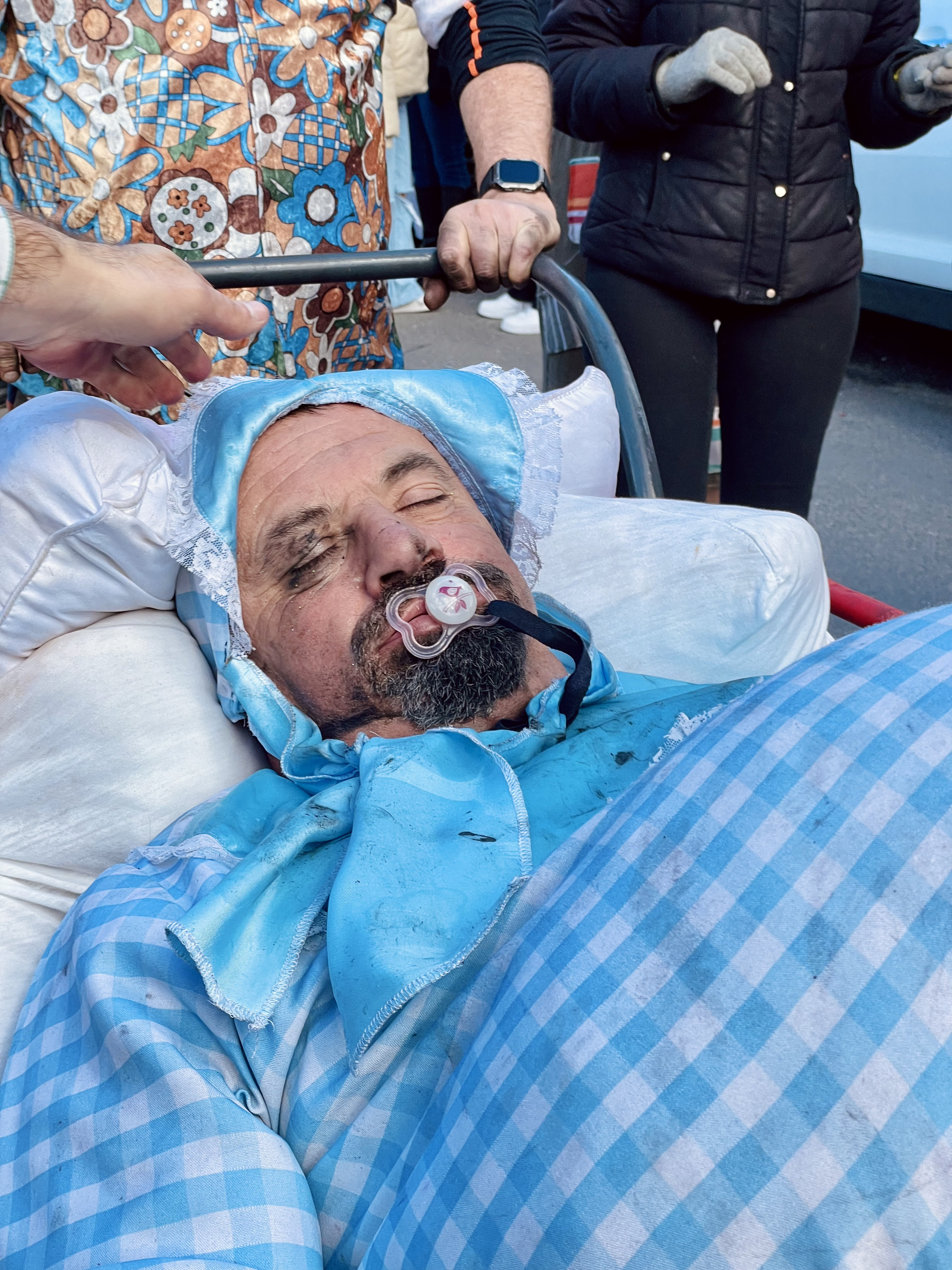
El personatge que representà la Brueta el 2023

L'adult vestit de mainatge és recurrent en les festes carnavalesques. Ja en Baroja (1975) podem trobar gran quantitat d'exemples, però la simbologia d'aquests acaba remetent a tot això que hem anat explicant aquí.
També és bo de destacar el fet que quan una noia va a parar a mans de la Brueta aquest li fa un gest com si la copulés. Aquest gest és de tot menys innocent, però en ser un nen petit qui ho fa, se li perdona. És, una altra vegada, la paradoxa de les festes carnavalesques i el seu leitmotiv: per carnaval, tot s'hi val.

### Els Botifarrons i les Figueretes

#### Descripció
Els Botifarrons són un grup d'homes joves vestits de blanc, amb gorra i amb la cara enfarinada que es dediquen a embrutar les noies amb botifarrons xopats de cervesa. Es passen la festa molestant l'os i molt sovint acaben per terra. La seva feina és anar dissimuladament a capturar una noia i refregar-li un botifarró per la cara. Sovint, mentre una d'aquestes noies és embrutada, un o dos membres dels Botifarrons la capturen i l'envien a la Brueta, que les copula.
Les Figueretes són una colla de noies que van vestides de negre, amb unes faldilles liles i un paraigua morat al qual hi pengen figues. En una línia semblant als Botifarrons, aquestes es dediquen a escampar figues amb moscat a la cara dels nois. La colla femenina ha aparegut en contraposició als Botifarrons fa poc temps com a reivindicació de la figura femenina en la Festa de l'os, per a manifestar la presència de la dona en un carnaval fonamentalment masculí. Aquest joc entre tradició i modernitat és l'origen de les Figueretes: el 2011, un grup de noies, veient que havien de resignar-se al rol passiu d'una festa essencialment masculina, van decidir complementar els Botifarrons. Vestides amb tutús violetes, s'oposen als carnissers. Tot i la modernitat, la Figuereta ja apareix dins el Costumari Català de Joan Amades. Les Figueretes, doncs, freguen per la cara figues seques als homes.

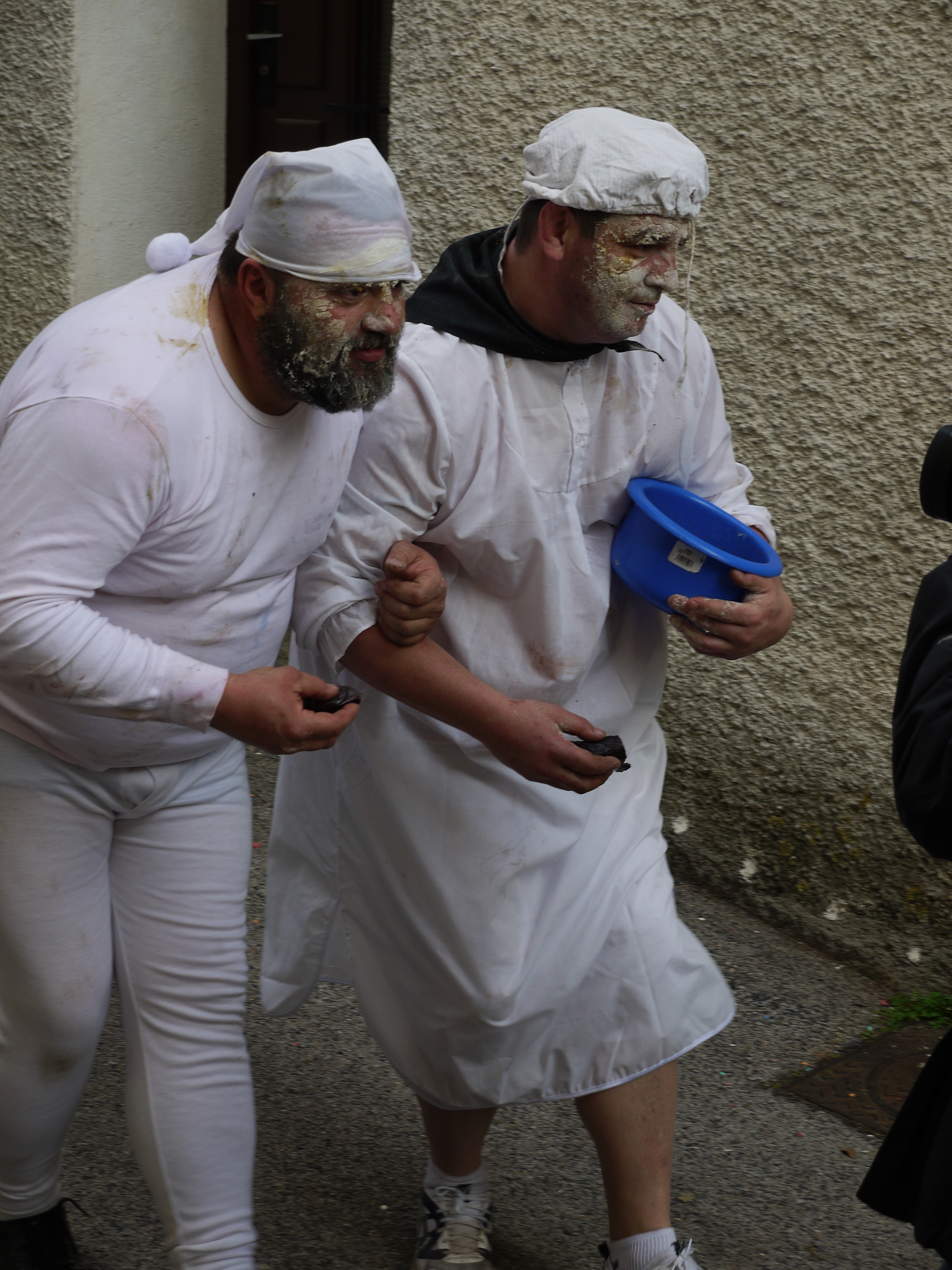
Els Botifarrons

#### Simbologia
Fent un cop d'ull als dos grups veiem que ambdós són estrictament complementaris (en color, sexe i forma), si bé actuen d'una forma conjunta: atacant gent del sexe contrari i refregant-los botifarrons, en un cas, i figues en l'altre. Podem establir la següent comparativa entre Botifarrons i Figueretes:
| BOTIFARRONS             | FIGUERETES        |
| Grup d'homes            | Grup de dones     |
| Vestits de blanc        | Vestides de negre |
| Botifarrons amb cervesa | Figues amb moscat |

Tal com hem vist abans quan parlàvem de la Monaca, els colors d'ambdós grups no són casuals. Històricament els Botifarrons sempre han anat vestits de blanc tot i que al llarg de la festa sempre acaben tacats de negre per mor de l'os. Les Figueretes, sorgides com a protesta i reivindicació, han escollit el color contrari al grup homòleg masculí: el negre.
El blanc és considerat un color a l'extrem de la gamma cromàtica. El blanc és l'absència i la suma dels colors. Es col·loca d'aquesta manera al principi i a la fi de la vida diürna i del món manifestat, asimptòtic. Però la conclusió de la vida —el moment de la mort— és també un moment transitori en el visible i l'invisible i, per tant, un altre començament. El blanc —candidus— és el color del candidat, de qui canviarà de condició (els candidats a les funcions públiques es vestien de blanc).
Els vestits blancs es consideren en moltes cultures un valor simbòlic de puresa i de veritat, però en altres casos, es considera també el color del viatge cap a la mort. Simbòlicament té també poders negatius, especialment els que els relacionen amb la mort.
En l'altra línia, però, tenim el negre, que simbòlicament és més freqüent que s'entengui com a fred, negatiu. Contracolor de tot color, és associat a les tenebres primordials i a la indiferència original. Recorda, en aquest sentit, la significació del blanc neutre, del blanc buit, i serveix de suport a representacions simbòliques anàlogues, com els cavalls de la mort, blancs i negres.
El negre, a Europa, és considerat un color negatiu. Però al mateix temps, és també terra fèrtil, receptacle de la llavor. Això no obstant, tampoc no hem d'agafar-nos als símbols com una veritat absoluta, perquè ni les Figueretes són la mort ni els Botifarrons són la vida: simplement són personatges duals i complementaris, com la Monaca. Un necessita de l'altre per a ser qui és, per a adquirir un significat ple. Segons Ysàs:
En les festes d'hivern que canalitzen les ànimes, podem identificar clarament personatges de negre i altres de blanc. Generalment, els emmascarats foscos encarnen la lluna bruna i per extensió la bèstia peluda i ultraterrenal que allibera les ànimes dels morts, per això fan l'animal disfressats amb pells alhora que duen campanes o fuets amb què desperten l'os i espanten els mals esperits. Els emmascarats de blanc, tan característics del Carnaval, són els que lleven les ànimes amb la farina i les impulsen cap a la lluna amb flatulències, follamentes o ventant les seves amples camises de dormir. Segons les teories de James George Frazer totes aquestes personificacions de la lluna plena van amb vestimentes blanques i realitzen salts rituals per propiciar que els vegetals dels teixits i dels cereals creixin ben amunt. Alguns d'aquests personatges follegen als assistents amb bufetes de porc inflades; un instrument blanc i rodó que per contenir aire manté en el seu interior l'esperit de la dita bèstia, joc que, a més de garantir la pervivència de l'espècie porcina, que tanta prosperitat dona en temps de fred, amb els seus cops dirigeix les ànimes i fertilitza els ventres de les dones.
La lluita de blancs i negres és recurrent en les festes carnavalesques. La cacera de l'os, de fet, duu implícita aquesta lluita, que és la «lluita dramàtica dels blancs contra els negres, el bé contra el mal, l'ordre contra l'orgia»

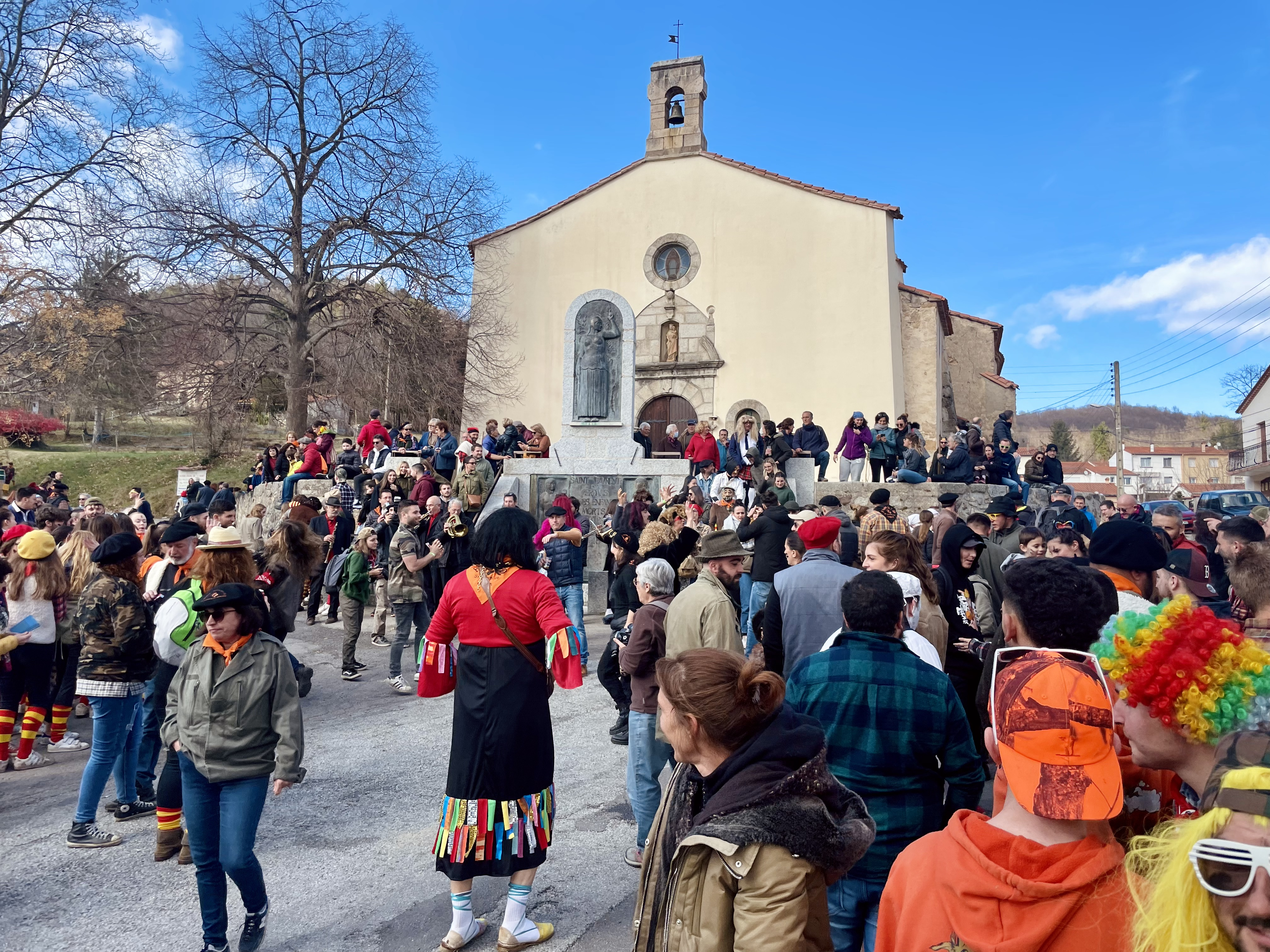
La comitiva, reunida davant de Nostra Senyora de la Sort

Que uns refreguin botifarrons i les altres figues no és una cosa casual. De ben segur que té una simbologia sexual: la botifarra és el sexe de l'home, i la figa, el sexe de la dona. A més, els Botifarrons duen a la mà, a part de les botifarres, un tall de porc. El porc, que actualment el tenim com un animal brut, ha estat considerat pels nostres ancestres com un símbol de fertilitat i prosperitat. Per tant, és possible que a més de contingut sexual explícit (refregar el membre) també en tingui un d'implícit (desitjar fertilitat i prosperitat a la fembra). Tanmateix, «gairebé universalment, el porc simbolitza la golafreria, la voracitat: devora i engoleix tot allò que se li presenta». I els Botifarrons representen volgudament l'esperit carnavalesc de l'excés de beure i de menjar.
També hem de tenir en compte que els botifarrons estan fets de sang de porc. La sang, considerada universalment com el vehicle de la vida, simbolitza els valors solidaris del foc, calor i vida, emparentats amb el sol. I a part d'estar fets de sang i de carn de porc, els botifarrons tenen una forma fàl·lica evident. Si a tota la simbologia associada al fal·lus li afegim que són utilitzats per a refregar-los a les noies, el component sexual és més que explícit. D'altra banda, les Figueretes duen figues que escampen per la cara dels nois: en termes simbòlics, la figuera és considerat un arbre sagrat que, en les tradicions indo-mediterrànies, s'associa sovint a rituals de fecundació. Les figues, uns fruits farcits de llavors, són indubtablement un símbol de fecunditat. I, en ser obertes, aquestes recorden directament al sexe femení. Per tant, la connotació sexual d'ambdós grups és evident amb les armes que utilitzen, ja que són cadascuna les representacions dels seus propis genitals.
El líquid que empren per a estovar és diferent en els dos grups, però tenen una cosa en comú: tots dos són begudes alcohòliques. Possiblement tampoc no sigui casual, aquest fet: l'alcohol és el desinhibidor per excel·lència, i és el temps de carnaval un temps per a excedir-se en el consum d'alcohol. Ysàs veu que «Armats amb un orinal ple d'alcohol i un tall de porc són la viva imatge dels típics personatges de carnaval que inciten a l'excés del consum de la carn i el beure».
El moscat és un vi molt dolç i d'alta graduació alcohòlica que es fa amb raïm moscatell. La cervesa, per contra, és una beguda fermentada d'un sabor més aviat amarg. Possiblement l'elecció de la cervesa i del botifarró fa que tingui un component rude associat al sexe masculí; d'altra banda, l'elecció de la figa com un fruit dolç i del moscat com a beguda més suau i dolça fa que es pugui associar amb la dona.

### El Vell i la Vella

#### Descripció
El Vell i la Vella (també anomenats Els Escalfadors) són una parella de tradició força antiga que deambula per on passa la comitiva carnavalesca i es dedica a passar un escalfador per l'entrecuix de les noies. Els dos personatges, guarnits amb una màscara grotesca d'avi i d'àvia, es passegen amb un escalfador en el qual hi cremen pèl de porc: aquest, amb tot el fum que treu, el fan passar per sota de les faldilles de les dones. Poques dones hi oposen resistència. Molt sovint, mentre les dones estan essent víctimes del Vell i la Vella, els Botifarrons els empastifen botifarres a la cara i, després, són raptades per a llançar-les a la Brueta.
Segons el Diccionari català-valencià-balear, un escalfador o escalfallits és un «Instrument de metall a manera de cassola, amb un mànec llarg, que s'usa com a recipient de caliu i es posa entre els dos llençols del llit per escalfar aquest». La definició és acompanyada de la següent imatge, que és semblant a l'escalfador —o escalfallits— que duu la parella carnavalesca de Sant Llorenç.

#### Simbologia
A aquesta parella de personatges se li associa una simbologia diversa que sovint és controvertida. Que simulin dos personatges ancians fa que tota la seva funció, més o menys ofensiva, sigui perdonada per la seva edat avançada. La figura de l'ancià, en la cultura europea, és revestida d'un caràcter respectuós, i són els ancians els qui tenen més virtuts, perquè són els que han viscut més i tenen més experiència. Però realment no són dos avis, el Vell i la Vella: són uns joves amb màscares, cosa que ens denota l'intercanvi de rol típic carnavalesc.
Tal com hem dit, la parella d'ancians duu un escalfador en el qual hi cremen pèl de porc. La significació d'això és molt diversa:

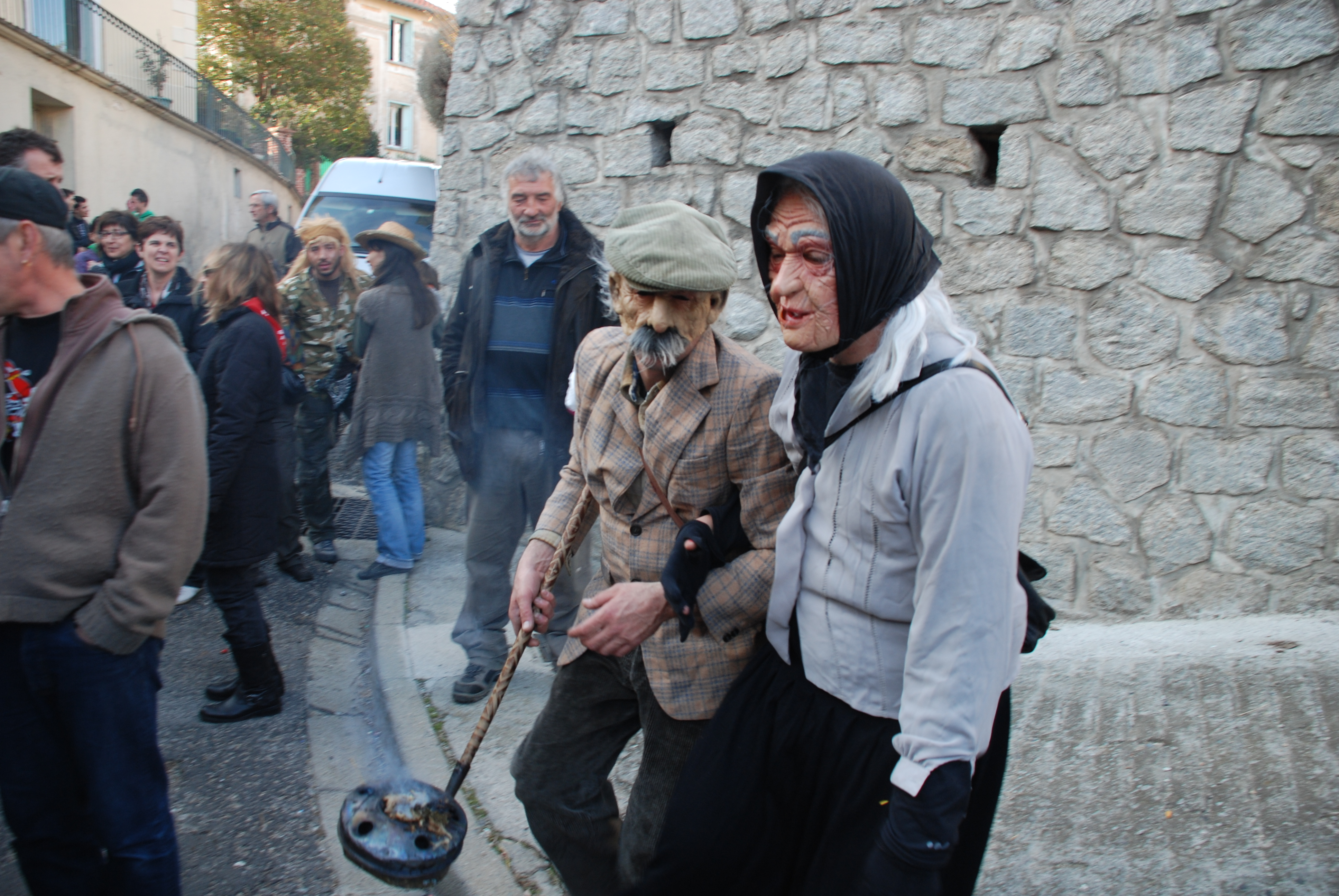
El Vell i la Vella amb l'escalfador a la mà

A l'escalfador hi posen pèl de porc perquè al febrer és la matança del porc, doncs es guarda el pèl del porc i es posa dins de l'escalfador i s'hi fot foc. I fa una pudor horrorosa. I això es posa dins de les faldiles de les dones per a escalfar la cosa. ¿Veus? La primavera arriba. Aquí tens l'aspecte sexual de tot això. (Descossy, 2017)
L'escalfador està pensat per a posar-hi caliu i així poder escalfar el llit —d'aquí també el seu nom d'escalfallits—, però no pas per a cremar-hi pèl de porc. El pèl no escalfa, no fa caliu i a més fa una pudor exagerada. Tallar el pèl de porc a un animal abans de sacrificar-lo es diu que significa consagrar-lo a la mort, i és un primer ritual de purificació. Cremar-lo és un senyal de purificació: el fum és la imatge de les relacions entre cel i terra, que com el fum dels sacrificis o de l'encens, eleva cap a Déu l'oració i l'homenatge.
Però la flaire del pèl de porc cremat no és una cosa agradable. Per una banda pot ser que simbolitzi la purificació dels pecats que ha pogut cometre la noia anteriorment, però per altra pot ser que doni pistes a l'os Martí perquè sàpiga on té el sexe la noia. Al cap i a la fi, l'os és un animal, i l'animal és instintiu: menja i es reprodueix. Quan l'os surt de la seva hibernació i baixa a la vila, només cerca aquestes dues coses. I el Vell i la Vella sembla que li ho estiguin posant fàcil: hi ha qui diu que aquesta flaire fa que l'os sàpiga on té el sexe la dona, però hi ha qui pensa que això es fa per a dissuadir precisament l'animal.
Són diverses les opinions recollides arran d'això. Per exemple, Marie Roig creu que:
Ara moltes de dones porten pantalons, però abans portaven faldilles. I llavors passaven això [l'escalfallit] sota les faldilles de les dones. […] Deien que perquè l'ós busqués aquesta olor. Com que es despertava de l'hivern, doncs en tenia moltes ganes, i buscava dones. I amb aquesta olor, ell sabia on eren les dones. (Canal Blau, 2017).
Nou (2017), però, veu que «té dues significacions: la pudor de pèl fa que l'ós senti que hi ha dones a l'entorn i al mateix temps per a dir a la dona: ara que arriba la primavera, comença a escalfar això». Hi ha gent, com Joan Maria Ferrer (2013), que creu que ho fan només per la pudor, per riure; però d'altres com Thomas (2017) creuen que és més aviat una qüestió «d'higiene» en el sentit purificador, i que passin el cremador és purament una qüestió simbòlica: «a sota de les faldes de la dona hi ha el sexe. És una absolució d'allò que ha pogut passar per aquí».
Sigui com sigui, la majoria dels comentaris ens remeten a la preparació de la dona per a la seva fertilitat.

## Candidatura a la Unesco
L'any 2014 es va formalitzar la inscripció dels tres pobles de l'Alt Vallespir que celebren festes de l'os d'iniciar els tràmits per a esdevenir Patrimoni Cultural Immaterial de la Humanitat de la Unesco. D'ençà que els tres municipis vallespirencs (Prats, Arles i Sant Llorenç de Cerdans han creat un vincle que es materialitza en una pota d'os, que es passa d'un municipi a l'altre. Arles rep de Sant Llorenç la pota i es dona per començada la Festa de l'os d'Arles. En començar Prats la seva festa, Arles li fa entrega de la pota a través del seu batlle; i el mateix a Sant Llorenç, que rep la pota el dia anterior a la Festa de l'os. La pota simbolitza el cohesionador de les tres festes ursines, històricament enfrontades.
Per a optar a la Unesco, primer de tot s'han hagut de catalogar com a Patrimoni Cultural Immaterial (PCI) francès.